# Campania antireligioasă sovietică (1965–1990)
Campania antireligioasă sovietică a intrat într-o nouă fază mai agresivă la mijlocul deceniului al șaptelea, după o perioadă relativ tolerantă care a urmat căderii lui Nikita Hrușciov în 1964. Iuri Andropov a inițiat această nouă campanie odată cu venirea la putere în 1982. 
În 1964 a fost înființat Institutul de Ateism Științific. În 1965, Consiliul pentru Biserica Ortodoxă Rusă și Consiliul pentru Culte Religioase au fuzionat în Consiliul pentru Afaceri Religioase (СДР) în cadrul Guvernului Uniunii Sovietice. În același an a fost publicat pentru prima dată un regulament al unui astfel de consiliu. Consiliul avea dreptul de a lua decizii privind înregistrarea și radierea asociațiilor religioase, deschiderea și închiderea clădirilor de rugăciune și de a inspecta activitățile organizațiilor religioase.
Decretele Prezidiului Consiliului Suprem al RSFSR din 18 martie 1966 „Privind răspunderea administrativă pentru încălcarea legislației privind cultele religioase”, „Cu privire la modificarea articolului 142 din Codul penal al RSFSR”, „Cu privire la aplicarea articolului 142 din Codul penal al RSFSR”, au stabilit trei tipuri de răspundere pentru încălcarea legislației religioase: disciplinară, administrativă și penală. Sustragerea liderilor asociațiilor religioase de la înregistrare și alte încălcări ale legislației privind cultele au fost sancționate cu amendă administrativă (până la 50 de ruble), răspunderea penală (până la 3 ani de închisoare) a fost prevăzută pentru încălcări ale persoanei și drepturilor cetățenilor sub pretextul efectuării ritualurilor religioase, colectarea forțată a taxelor, producerea și distribuirea în masă a apelurilor, scrisorilor, pliantelor prin care se solicita nerespectarea legislației privind cultele religioase. S-a subliniat că „măsurile administrative și, cu atât mai mult, răspunderea penală ar trebui să fie recurgă doar în legătură cu încălcarea cu rea-credință a legilor”. La începutul anului 1987, 10 persoane condamnate în temeiul articolului 142 din Codul penal al RSFSR și articole similare din codurile penale ale altor republici ale Uniunii își ispășeau pedepsele în URSS .
Noile persecuții au urmat după amendamentele aduse în 1975 la legislația antireligioasă, veche din 1929, la cel de-al 25 Congres al Partidului Comunist al Uniunii Sovietice. Rezoluția Comitetului Central al PCUS din 1979 avea să joace un rol principal în această perioadă. Intensificarea activităților antireligioase a continuat de la începutul deceniului al optulea. Publicat la 23 iunie 1975, Decretul Prezidiului Sovietului Suprem al RSFSR „Cu privire la amendamentele și completările la Rezoluția Comitetului Executiv Central al Rusiei și a Consiliului Comisarilor Poporului al RSFSR din 8 aprilie 1929 «Cu privire la asociațiile religioase»” a clarificat procedura de înregistrare a societăților religioase, menținând în același timp procedura în mai multe etape. Puterea de a deschide și închide biserici a trecut de la autoritățile sovietice locale la Consiliul pentru Afaceri Religioase. 
Constituția Uniunii Sovietice din 1977 a păstrat inegalitatea de facto a cetățenilor în funcție de atitudinea lor față de religie: ateii își puteau propaga liber credințele, iar credincioșii aveau doar dreptul de „a-și practica religia” (articolul 52). Diseminarea „ ateismului științific” cu o accente marxiste era datoria profesorilor din școli și universități iar în comitetele locale de partid existau posturi de propagandiști cu normă întreagă. Cu toate acestea, în absența unei competiții ideologice, nivelul de pregătire a acestui tip de personal a fost scăzut.
Pe de altă parte, de la sfârșitul deceniului al șaptelea, demonstrarea libertății religioase în URSS au devenit parte a diplomației culturale sovietice. Astfel, la Expoziția mondială „Expo 67” de la Montreal, delegația sovietică, pe lângă operele de artă în stilul realismului socialist, a expus și icoane ortodoxe.
În perioada postbelică ritualurile religioase au fost ferm înrădăcinate în activitatea funerară. Autoritățile au fost nevoite chiar să facă concesii tradițiilor religioase, numindu-le „locale”. S. Malîșeva a analizat reglementările funerare ale tuturor sindicatelor din 1948, 1960 și 1977 și a găsit acolo o serie de puncte care indică nu numai recunoașterea ritualurilor religioase, ci și concesii față de acestea . Astfel, Normele din 1960 au redus pauza obligatorie dintre deces și înmormântare de la 48 de ore la 24 de ore, ceea ce corespundea dogmelor musulmane care prescriu înmormântarea în ziua decesului sau a doua zi după acesta. Toate cele trei ediții ale Regulilor au permis ca decedatul să fie înmormântat în poziție șezândă, ceea ce este tipic pentru riturile budiste și musulmane. Normele din 1977 permiteau ca decedatul să fie transportat pe o targă specială pentru a fi înmormântat în poziție șezândă. Normele din 1977 permiteau, de asemenea, „în anumite cazuri”, „în conformitate cu tradițiile locale”, să fie înmormântați în cavouri de familie. La 12 ianuarie 1979 a fost aprobată „Instrucțiunea privind procedura de înmormântare și întreținere a cimitirelor din RSFSR”, care impunea obligații pentru „organizatorii de înmormântări” și „agenții de servicii funerare” în ceea ce privește cunoașterea „obiceiurilor funerare naționale” (adică religioase) și indica faptul că procedura funerară „poate fi completată și schimbată în conformitate cu obiceiurile naționale, în coordonare cu sovietele de miniștri ale ASSR, comitetele executive teritoriale și regionale ale Sovietelor Deputaților Poporului” .
O instrucțiune din 1979 a oficializat practica utilizării simbolurilor religioase, afirmând că „reprezentarea simbolurilor religioase este permisă” pe pietre funerare și monumente (plăci memoriale) care acoperă nișa columbariului . După publicarea instrucțiunilor din 1979, practica „adăugării” simbolurilor religioase la pietrele funerare instalate anterior a fost extinsă. „Adăugarea” a fost făcută cel mai adesea în timpul înmormântării lângă o persoană moartă de mult timp. În același timp, în cimitirele sovietice, simbolurile religioase (de exemplu, cruci și semilune) cu stele cu cinci colțuri au coexistat pe „locuri de înmormântare conexe”. În plus, au existat combinații de simboluri religioase și sovietice – „crucea și steaua” și „steaua și semiluna” .
Cu toate acestea, secularizarea pietrelor funerare a continuat în a doua jumătate a secolului XX, luând o nouă formă - plasarea pe pietre funerare cu simboluri ale apartenenței profesionale a defunctului (un microscop, o carte deschisă, un instrument muzical etc.) în loc de cruci. În a doua jumătate a secolului XX, a existat o practică de înmormântare a elitei științifice și culturale sovietice la Cimitirul Novodevici: au fost amplasate imediat după înmormântare monumente temporare, în mare parte cruci, dar pietrele funerare permanente aveau deja o caracteristică a identității profesionale a defunctului și rareori includeau un simbol religios Instrucțiunea din 1979 a recomandat plasarea pe pietrele funerare și plăcile memoriale care acopereau nișele columbariilor, a simbolurile sovietice „muncă și luptă” .
Între 1971 și 1975 peste 30 de lucrări de doctorat și 400 de masterat au avut ca subiecte ateismul și critica religiei. În 1974, a avut loc o conferință la Leningrad intitulată Probleme de actualitate ale istoriei religiei și ateismului în lumina [[marxism–leninism| cercetării marxist-leniniste. Această campanie antireligioasă, la fel ca celelalte campanii din istoria URSS-ului, a fost folosită ca o unealtă pentru eliminarea religiei în vederea creării unei societăți ideale ateiste, societate care era scopul marxism-leninismului.

## Critici la adresa campaniei lui Hrușciov
După ce Hrușciov a fost forțat să demisioneze, campania antireligioasă condusă sub el a fost criticată. Aceleași periodice antireligioase care au participat la campanie au criticat articolele colaboratorilor din trecut.
Propaganda antireligioasă din acei ani a fost criticată pentru că nu a înțeles cauzele religioase ale credinței, precum și pentru că nu a înțeles de asemenea că religia nu a supraviețuit pur și simplu ca o moștenire a trecutului, ci că a continuat să atragă oameni noi la ea. Activitatea de până atunci a fost criticată pentru că reducea religia la o simplă înșelătorie a proștilor creduli și că nu înțelegea noțiunea de credință. A fost criticată pentru că a prezentat în mod eronat societățile religioase ca fiind compuse din oameni răi și imorali, care lucrau împotriva Uniunii Sovietice. De asemenea, a fost criticată pentru că i-a prezentat în mod eronat pe credincioși ca dușmani cu handicap mintal, care erau vrednici de orice dispreț.
De asemenea, criticile au vizat faptul că contraproductivă, imorală (spunând minciuni despre credincioși și încurajând astfel ura împotriva lor) și pentru că venea cu argumente false. Propaganda nu a explicat în mod adecvat de ce oamenii practicau cu adevărat religia și nici nu a descris cu acuratețe ceea ce s-a întâmplat. Mulți au criticat-o pentru că a făcut mai mult rău decât bine, deoarece, în loc să elimine credința religioasă, a împins-o pur și simplu în subteran, unde statul ar fi avut mai multe dificultăți în încercarea de a o controla. De asemenea, persecuția a atras simpatia populară pentru credincioși, atât în URSS, cât și în străinătate, precum și pentru a crește interesul pentru credința religioasă în rândul necredincioșilor.
Au existat apeluri ca ateismul să nu fie impus oamenilor, ci mai degrabă să fie concepute acțiuni care să ducă la acceptarea voluntară a ateismului.
Propaganda antireligioasă care a urmat perioadei hrușciovsite a folosit un ton mai moderat.

## Propaganda antireligioasă
Linia oficială conform căreia sentimentele credincioșilor nu ar trebui să fie jignite a continuat să fie încălcată pe scară largă în practică. Propaganda antireligioasă de după Hrușciov a fost încă foarte mult influențată de politica stabilită de cel de-al 21-lea Congres al PCUS din 1959.
Presa sovietică a început să tragă semnale de alarmă în 1972 din cauza unor membri ai partidului comunist și ai Komsomolului, care nu numai că participau la ritualuri religioase, ci chiar le inițiau.
Volumul de literatură anti-religioasă a crescut în anii 1970, în parte din cauza înăspririi liniei generale față de religie, care s-a format ca urmare a faptului că tot mai mulți oameni își manifestau deschis religiozitatea. Presa și conferințele speciale se plângeau de insuficiența propagandei ateiste. Educația antireligioasă din sistemul școlar a fost acuzată de indolență.
Au fost create facultăți și departamente pentru pregătirea lectorilor de ateism în regiunile Moscova, Leningrad, Lipețk, Gorki și în RASS Tătară. În același scop au existat lecții permanente în Ucraina, Moldova și Lituania. Cu toate acestea, toată activitatea statului a fost considerată insuficientă pentru a contracara influența religiei, în special în rândul tinerilor, despre care se credea că găsesc materialul ateist neconvingător și de calitate slabă. În unele zone, cum ar fi Uzbekistan, calitatea propagandei ar fi scăzut în timp. Activitatea antireligioasă a fost afectată de indiferența și apatia tot mai mari a tinerilor față de ateism, precum față de propaganda antireligioasă.
Biserica Ortodoxă Răsăriteană a fost considerată o amenințare tot mai mare, în special în ceea ce privește pretențiile sale istorice de a dezvolta națiunea rusă. În același timp, propaganda antireligioasă a ajuns să facă din ce în ce mai mult distincția între presupusa majoritate loială a credincioșilor și dușmanii statului, adepți ai unor religii „marginale”.
La sfârșitul anilor 1970, revista ateistă „Probleme ale ateismului științific” (Вопросы научного атеизма) a început să pună sub semnul întrebării explicația conform căreia rezistența credințelor religioase în URSS ar fi fost o simplă supraviețuire a trecutului prerevoluționar. Acest lucru s-a datorat faptului că marea majoritate a credincioșilor s-a născut și au crescut după Revoluția din Octombrie, precum și faptului că religia a dat dovadă de o vitalitate surprinzătoare în ciuda deceniilor de eforturi pentru a o eradica. Numărul de credincioși care erau cetățeni sovietici bine educați (și nu needucați și înapoiați) a fost, de asemenea, o provocare pentru vechile teorii conform cărora religia ar fi rezultatul ignoranței intelectuale. Revista a criticat vechea noțiune marxistă potrivit căreia religia ar dispărea odată cu dispariția societății de clasă.
În anii de după Hrușciov, cea mai importantă revistă antireligioasă, „Știință și religie”, a adoptat o nouă abordare în care a promovat un dialog cu credincioșii, tipărind părți din scrisorile adresate revistei și răspunzând apoi la acestea. De obicei, periodicul a preferat să tipărească scrisori ale credincioșilor care conțineau afirmații mai ușor de combătut. De exemplu, un credincios putea scrie o scrisoare în care susținea că Dumnezeu trebuie să fi existat pentru că mulți oameni credeau în El și nu se poate ca toți să se fi înșelat, iar periodicul putea răspunde cu observația că au existat numeroase cazuri în istorie în care mulți oameni au crezut în ceva ce s-a dovedit a fi fals, cum ar fi un Pământ plat sau chiar religiile păgâne, care au precedat creștinismul.
În mod obișnuit, periodicul prefera să tipărească scrisorile credincioșilor care conțineau afirmații împotriva cărora era mai ușor de contestat. De exemplu, un credincios ar putea scrie o scrisoare care susținea că Dumnezeu trebuie să fi existat pentru că mulți oameni au crezut în El și nu ar fi putut să greșească toți, iar periodicul ar răspunde apoi notând că există multe cazuri din istorie în care mulți oameni au crezut ceva care a fost descoperit a fi fals, cum ar fi un Pământ plat sau chiar religiile păgâne care au venit înainte de creștinism.
Printre justificările folosite pentru netipărirea tot ceea ce scriau credincioșii se număra argumentul conform căruia credincioșii nu ar tipări materiale ateiste în publicațiile lor, că astfel ar contribui la diseminarea propagandei religioase și că, de asemenea, pentru că credincioșii scriau lucruri care se puteau încadra în categoria criticilor statului sovietic. Publicațiile pe care credincioșii aveau voie să le tipărească aveau un tiraj mult mai mic decât propaganda ateistă, iar materialele care puteau fi tipărite de credincioși erau adesea dictate de stat.
Partea ateistă deținea aproape un monopol asupra mass-media și avea o relativă imunitate pentru la propagarea de minciuni, neadevăruri pe care credincioșii nu aveau voie să le atace.
Pe de altă parte, au continuat să existe critici la adresa masei de propagandiști antireligioși angajați de autoritățile sovietice, pentru că nu studiaseră în mod corespunzător problemele legate de religie și nu reușeau să aducă argumente eficiente, care să-i convingă pe credincioși. Cu toate acestea, volumul și calitatea unor studii critice mai serioase despre teologie, istoria bisericii și credincioși au crescut foarte mult după epoca lui Hrușciov, deși au păstrat multe prejudecăți. Clișeele primitive, insultele și injuriile, care au fost repetate la nesfârșit timp de decenii, au continuat să fie principala metodă de propagandă antireligioasă. O problemă de căpătâi a studiilor mai serioase era că, prin critici serioase ale religiei, acestea puteau fi interpretate ca o recunoaștere a respectabilității religiei, ceea ce nu era un punct de vedere pe care Comisia Ideologică a Comitetului Central al PCUS să fi fost dispusă să îl tolereze.
A existat o ipoteză marxistă, care a fost susținută ca un adevăr absolut, conform căreia oamenii primitivi preistorici nu aveau nicio religie. Propaganda ateistă susținea că oamenii se îndreptau spre religie ca urmare a unor tragedii în viață, a singurătății sau a lipsei de compasiune din partea celorlalți.
Propaganda antireligioasă a ținut să îi prezinte pe atei ca fiind amabili, buni și plini de compasiune, punându-i în contrast cu credincioșii care erau descriși ca fiind fanatici, intoleranți și fără inimă (de exemplu, pentru că rupeau căsnicii atunci când unul dintre parteneri era necredincios). Credincioșii au fost acuzați de falsificarea miracolelor și de promovarea antisovietismului. Învățăturile creștinismului au fost parțial învinuite de înapoierea socială a maselor prin acuzații conform cărora învățătura lor de umilință i-a privat pe oameni de curaj și libertate Într-un caz, o creștină, care i-a scris propagandistului Osipov, a susținut susținea că există mai multă intoleranță și mai mult alcoolism decât în anii precedenți, și a dat vina pe stat pentru că a provocat această stare de fapt..
Un interes crescând în rândul populației ruse pentru cultura și istoria sa națională, inclusiv pentru iconografia și arta religioasă, naționalismul în creștere, cuplat cu interesul reînnoit pentru ortodoxie ca „biserica națională a Rusiei”, precum și o serie de convertiri la creștinism, care au început odată cu interesul pentru aceste subiecte, au determinat mass-media sovietică să susțină că religia și cultura nu sunt interdependente și că religia a stricat arta și cultura rusă. Mass-media a mai susținut că arta religioasă din epocile anterioare (inclusiv lucrările lui Andrei Rubliov sau ale Teofan) nu făcea decât să exprime concepte umaniste și seculare prin singurul mod în care era permisă reprezentarea unor astfel de lucruri.Revista „Știință și religie” a tipărit imagini ale unor opere de artă religioasă pe care le-a interpretat în conformitate cu valorile seculare.
Presa atee a criticat, de asemenea, ghizii din bisericile transformate în muzee, pentru că dădeau dimensiuni teologice lipsite de spirit critic la ceea ce prezentau, cum ar fi explicarea conținutului teologic al icoanelor și a funcției lor în biserica ortodoxă, explicarea simbolismului teologic al liturghiei, scopul vieții monahale și explicarea necritică a vieților sfinților. Presa le-a cerut să explice „caracterul de clasă” al religiei și să dea explicații laice ale artei religioase și să sublinieze aspectele negative ale istoriei bisericii și nu pe cele pozitive. În mod similar, presa ateistă a publicat adesea povești despre episoade din istoria Rusiei care îi prezentau pe credincioși și Biserica într-o lumină negativă, pentru a sublinia faptul că morala creștină este imperfectă și că Biserica este imorală. Mijloacele științifice au fost folosite pentru a susține ateismul. Apa sfințită a fost cercetată sub microscop pentru ca să se demonstreze că este identică cu apa normală, cadavrele sfinților au fost exhumate pentru a arăta că, de fapt, au suferit o degradare, în timp ce exponatele din muzeele ateiste arătau că existența Arcei lui Noe este imposibilă chiar și în concept, datorită faptului că numărul diferitelor specii de animale de pe Pământ nu ar putea încăpea în dimensiunile menționate în Geneza.
Presa a evitat să atace instituția Bisericii, dar și-a îndreptat atacurile împotriva credincioșilor se manifestau în mod activ și împotriva religiilor interzise.
Propaganda antireligioasă a încercat să prezinte o legătură între opoziția religioasă și serviciile de informații străine, precum și cu organizațiile de emigranți ruși anticomuniști, cum ar fi HTC (Народно-трудовой союз российских солидаристов Uniunea popular-truditoarea a solidariștilor ruși). Pachetele de literatură religioasă confiscate de oficialii vamali sovietici ar fi fost subversive și ar fi fost acceptate pe scară largă în rândul credincioșilor. Ideologia marxistă a susținut că religia era în mod intrinsec ostilă comunismului și, prin urmare, nu se putea crede că credincioșii, care nu sesizau amenințarea ideologică reprezentată de Occident. S-a speculat că persoanele religioase ar fi simțit chiar afinități pentru Occident. Cooperarea dintre Vatican sau alte instituții creștine occidentale cu CIA, sau mesajele radio ale preoților ortodocși difuzate prin Vocea Americii, au influențat, de asemenea, interpretarea conform căreia credincioșii erau nedemni de încredere. Credincioșii au fost descriși în acest fel drept „veriga slabă” în linia de apărare sovietică.
Propaganda antireligioasă a citat cazuri de conflicte în școli care au implicat religia, care au fost întotdeauna puse pe seama credincioșilor pentru că au continuat să se cramponeze de religie. De exemplu, cazul unui elev care s-a sinucis din cauza disprețului manifestat de colegii de școală pentru că era credincios a fost popularizat de presă, care a pus acest lucru pe seama părinților și a preotului, pentru că l-au încurajat să creadă în Dumnezeu, provocând astfel disprețul comunității. De asemenea, s-a afirmat că elevii credincioșii erau mai slabi la învățătură și aveau mai puțin succes în activitățile academice decât cei atei.
Pe de altă parte, profesorii de la școlile teologice și toți clericii, precum și laicii care lucrau pentru Departamentul de Relații Ecleziastice Externe al Bisericii au fost impozitați în mod similar cu toți angajații sovietici, ca recunoaștere a contribuției lor la o imagine sovietică pozitivă în străinătate.
P. Kurocikin, unul dintre cei mai importanți cercetători sovietici ai religiei, a susținut că eliminarea religiei ar fi trebuit să fie însoțită de o înlocuire cu o nouă moralitate comunistă, altfel privarea de religie va fi pur și simplu înlocuită cu declin moral, consumism și desfrânare.

## Revigorarea interesului pentru religie
Furov, vicepreședintele Consiliului pentru Afaceri Religioase, a scris într-un raport din 1975 (transmis ilegal în occident în 1979) în care susținea existența unor „dovezi irefutabile” ale unui declin al religiei în URSS. Dovezile sale erau o scădere a clerului ortodox de la 8.252 în 1961 la 5.994 în 1974 (nu a citat cifra de 30.000 din 1958, de dinainte de Hrușciov). Concluzia că acesta a fost un declin natural nu a luat în considerare masele de preoți care au fost scoși în afara legii, întemnițați, executați, etc. De asemenea, în această perioadă, Consiliul pentru Afaceri Religioase a împiedicat mai mulți clerici să fie înregistrați sau tinerii să ca se înscrie la instituțiile religioase de învățământ. Raportul lui Furov a oferit un mare volum de informații cu privire la starea bisericii. Furov a citat cazuri de persoane împiedicate să frecventeze institutele teologice, inclusiv persoane care, dacă ar fi devenit clerici, ar fi pus statul sovietic într-o situație jenantă (de exemplu, copiii unor lideri sovietici de rang înalt). Odată cu erodarea lentă a puterii instituționale a Bisericii, dispariția ei ca instituție părea posibilă.
Doar 4% dintre adulți au mers în mod regulat la biserică în 1970 și mulți dintre ei nu și-au adus copiii cu ei la slujbe
La sfârșitul anilor 1970 au existat zvonuri conform cărora Pisarov ar fi realizat un studiu științific cuprinzător, care contrazicea flagrant cifrele oficiale privind abandonarea religiei, dar care nu a fost publicat niciodată din acest motiv.
Mulți tineri sovietici s-au simțit atrași de religie și a fost exprimată îngrijorarea cu privire la această atracție, despre care autoritățile sovietice credeau că este cauzată de arta, arhitectura și muzica bisericească, precum și de faptul că separarea bisericii de puterea politică și materială a statului a eliminat asocierile negative anterioare cu religia. Acest punct de vedere susținea că tinerii vedeau în biserică, purificată acum de trecutul său urât, păstrătorul tradițiilor cultural-istorice ruse.
Pentru o lungă perioadă de timp, presa sovietică a refuzat să relateze despre această creștere a religiozității în rândul tinerilor, iar relatările despre aceasta au fost considerate false. Scrisorile cititorilor către revistele ateiste, care subliniau îngrijorarea cititorilor cu privire la această creștere, au contrazis însă aceste afirmații oficiale. În deceniul al optulea, ca răspuns la această amenințare, a fost creată o publicație specială cu apariție neregulată intitulată „Lumea omului” (Мир Человека), editată de revista lunară a Komsomolului,  „Tânăra gardă” (Молодая гвардия). În acest jurnal, religia a fost comparată cu nazismul, subliniind componentele religioase ale nazismului, și a reinterpretat în mod distorsionat istoria Rusiei, cum ar fi faptul că Pușkin a fost ateu și că mintea lui Gogol a fost afectată de influența religioasă. Într-un răspuns la scrisorile unor tineri komsomoliști, care afirmau că nu credeau că este nimic rău ca prietenii lor komsomoliști să se căsătorească într-o biserică, publicația a denunțat influența religiei, care pătrunde în viața tinerilor sovietici. Această propagandă susținea că interesul crescând în rândul tinerilor era un plan al subversiunii ideologice occidentale, al emisiunilor occidentale și al organizațiilor religioase occidentale, care introduceau ilegal literatură religioasă în URSS.
La Plenara Comitetului Central al PCUS din iunie 1983, Secretarul general al CC al PCUS Konstantin Cernenko a declarat că Occidentul încerca să cultive religiozitatea în URSS ca metodă de subversiune.
Un exemplu notabil de campanie de presă îndreptată ca răspuns la acest fenomen a fost povestea lui Sașa Karpov publicată în „Știință și religie” (Наука и религия). Povestea a fost concepută ca să demonstreze că tinerii sovietici educați care deveneau religioși erau niște ipocriți care căutau faima și distincția prin originalitate în societate, fără să posede calități care să le ofere același prestigiu în viața sovietică normală. Mama lui Sașa a fost descrisă ca fiind o profesoară de biologie la o școală rurală, care era o femeie rece și nu arăta interes pentru copiii ei. Tatăl divorțat al lui Sasha era un alcoolic care, de asemenea, nu avea grijă de copiii săi. După ce mama lui Sașa s-a retras din învățământ, s-a retras într-un sat cu o biserică ortodoxă funcțională și a devenit o laică pioasă, spunându-le copiilor ei că a fost întotdeauna credincioasă, dar pur și simplu nu a menționat niciodată acest lucru („Știință și religie” a omis să menționeze că și-ar fi pierdut slujba de profesoară dacă ar fi menționat acest lucru). Sașa, rămas pe cont propriu, a decis că vrea să-și dovedească valoarea și a început să cânte, să scrie poezii și să studieze pentru a deveni profesor. Abilitățile sale artistice s-au dovedit slabe, iar cariera de profesor nu l-a atras datorită muncii grele și vieții modeste, așa a hotărât în schimb să devină cântăreț hippie . În cele din urmă a întâlnit un preot, care l-a angajat ca dascăl și cântăreț la biserică. Șase luni mai târziu, Sașa l-a părăsit pe preot, dar nu înainte de a obține lista de cunoștințe a preotului din Moscova. Printre cunoștințele preotului el a găsit un cuplu de tineri fizicieni (soț și soție) cu un apartament plin de icoane și artefacte rusești. Aceștia îl plac pe Sașa și îl consideră un căutător al Adevărului, iar el adoptă obiceiurile lor religioase (de exemplu, își fac cruce cu fața la icoane, se roagă înainte de masă etc.). În cele din urmă, el a decis să se călugărească într-o mănăstire, unde i s-a promis că vocea și talentul său muzical aveau să îi permită să cânte în cor. Articolul sublinia faptul că Sașa purta sutană ori de câte ori mergea în vizită la prieteni și rude în Moscova pentru a-i șoca și impresiona, și că totul în viața lui s-a transformat într-o impostură prin astfel de alegeri.
Tinerii, mai ales dacă erau educați, erau persecutați în mod constant pentru că erau credincioși, și mai ales dacă o făceau în mod deschis, sau dacă participau la grupuri de studiu sau coruri creștine. Persoanele care făceau parte din astfel de grupuri puteau fi arestate și chiar plasate în „închisori psihiatrice”.Plasarea tinerilor religioși în spitale de psihiatrie se baza pe principiul conform căreia orice persoană care trecuse prin educația ateistă de la grădiniță până la universitate și totuși rămânea religioasă (sau chiar mai rău, se convertea), putea fi considerată ca suferind un fel de boală mintală.
La Congresul al 19-lea al Komsomolului din 1982 s-a hotărât ca toate comitetele locale „să perfecționeze educația ateistă a tinerei generații, să expună în amănunt esența antiștiințifică a ideologiei și moralei religioase”. De asemenea, a cerut „utilizarea mai intensă a cinematografului, a teatrului, a instituțiilor de cultură și a bibliotecilor pentru propaganda științifico-ateistă” și să „îmbunătățească munca ateistă individuală cu copiii și adolescenții, în special cu cei care provin din familii religioase. Recrutați tineri profesori, pionieri și lucrători ai Komsomolului pentru această muncă... Educați atei militanți, formați o opinie publică atee activă, nu lăsați fără o mustrare exigentă fiecare caz de participare a membrilor Komsomolului la ritualuri religioase”.
În 1982 revistele oficiale au tras un nou semnal de alarmă cu privire la apatia crescândă față de marxism și ideologie în rândul tinerilor sovietici. Acest lucru a fost pus pe seama „filozofilor burghezi”, care au considerat că ideologia marxist-leninistă poartă responsabilitatea pentru știința necorespunzătoare și care au acuzat statul de încălcarea libertății de cercetare și a autonomiei academice. Revista „Probleme ale filosofiei” (Вопросы философии), la cea de-a șaizecea aniversare a articolului lui Lenin din 1922 „Despre importanța materialismului militant”, susținea chiar că lupta antireligioasă a statului era încă destul de slabă și trebuia îmbunătățită.
Autorizarea de către stat a extinderilor seminariilor existente a dat roade, iar până la începutul anilor 1980, populația studențească a acestor instituții crescuse la 2.300 de studenți la cursurile de zi și la cursurle fără frecvență. Prin comparație, în 1964 erau doar 800.
Statisticile sovietice de la sfârșitul anilor 1960 susțineau că mai mulți oameni părăseau Biserica Ortodoxă pentru a se alătura altor secte decât invers. Au existat și creștini ortodocși care au format comunități independente, separate de ierarhia oficială.

## Religiile interzise
Mai multe religii fuseseră complet scoase în afara legii, iar membrii practicanți ai acestora puteau fi arestați dacă erau prinși. Printre acestea se numărau catolicii orientali, Martorii lui Iehova,  iehoviștii ruși, budiștii (buriația și calmîcii aveau voie să practice budismul, dar nimeni altcineva), pentecostalii și baptiștii neoficiali sau „de inițiativă’ (baptiștii care s-au desprins de comunitatea baptistă în 1962, deoarece nu au acceptat controlul statului asupra bisericii lor).
Orice religie care nu era înregistrată de autoritățile sovietice era considerată ilegală în mod automat, iar statul putea duce o politică de persecuție deschisă a acestor grupuri (pentru alte religii era o politică de persecutarea mascată, folosind alte forme). Lipsa înregistrării a rezultat atât din refuzul guvernului sovietic de a înregistra anumite grupuri, cât și ca urmare a faptului că anumite grupuri au refuzat să fie înregistrate, ca să fie mai apoi obligate să accepte apoi un anumit grad de influență comunistă.

### Martorii lui Iehova
Guvernul sovietic a avut o politică oficială conform căreia Martorii lui Iehova nu vor fi persecutați dacă se înregistrează în mod oficial. În același timp, propaganda sovietică a denigrat în mod constant grupul ca fiind o organizație subversivă. O mare parte a spațiului din presa antireligioasă a fost dedicată în cursul anilor 1983-1985 atacului împotriva Martorilor lui Iehova și a Iehoviștilor, ceea ce sugerează o creștere a mișcării în acești ani. Cel puțin cincisprezece dintre activiștii lor au fost arestați în 1984, dintre care șapte au fost condamnați la închisoare.
Iehoviștii ruși au fost o sectă asemănătoare Martorilor lui Iehova, fondată de căpitanul de artilerie rus N. S. Ilinsky în secolul al XIX-lea. S-a caracterizat prin condamnarea radicală a întregii puteri de stat ca fiind împărăția lui Satan, mesaj care a atras multe persoane în URSS, ceea ce a dus la creșterea mișcării.

### Budiștii și hindușii
În istoria timpurie a statului sovietic, comunitățile budiste au încercat să își reformeze religia în condițiile comunismului. Budiști proeminenți au proclamat că Buddha trăia în Lenin și că Buddha din Lenin a fondat comunismul. După perioada hrușciovistă, budiștii au fost supuși unui val de atacuri, după ce unii intelectuali din blocul răsăritean s-au convertit la budism. În 1972, unul dintre cei mai importanți cercetători budiști și etnic tibetan din URSS, Bidia Dandaron, a fost arestat și condamnat la cinci ani de muncă silnică. Acesta era un călugăr budist secret, lama și profesor și era urât de regim pentru că a convertit la budism un număr de intelectuali. El a fost acuzat de presă pentru că ar fi organizat orgii la beție sub masca unor reuniuni religioase, ar fi luat mită, ar fi cultivat adorația față de el însuși și ar fi corupt tinerii.
Împreună cu el au fost arestați mai mulți dintre asociații și ucenicii săi. Dandaron petrecuse deja aproape douăzeci de ani în închisoare în timpul lui Stalin, iar majoritatea acuzațiilor au fost respinse în instanță, însă i s-a dat totuși o sentință de cinci ani. Judecătorul de la procesul său a afirmat: „Dacă mi-ar sta în putere, i-aș trimite pe toți credincioșii religioși în Kolîma”. Patru dintre ucenicii săi, care erau cercetători și profesori activi, au fost trimiși în instituții psihiatrice, iar alți opt ucenici ai săi și-au pierdut locul de muncă.
Grupurile hindu din Siberia au fost desființate în 1981–1982, iar liderul lor, E. Tretiakov, a fost trimis la închisoare pentru „parazitism”.

### Baptiștii
Persecuția s-a intensificat în anii 1970 împotriva baptiștii „inițiativei”. Biserica baptistă oficială a fost tratată comparativ bine, permițând dezbateri autentice în cadrul congreselor sale și votând împotriva deciziilor sau candidaților promovați de stat (reușind chiar să aleagă o dată propriul candidat în locul lor). Baptiștilor oficiali li s-a permis să deschidă multe biserici noi (depășind numărul de biserici pe cap de locuitor pentru ortodocși). Acest tratament preferențial a fost conceput pentru a-i lovi pe baptiștii disidenți, pentru a le transmite mesajul că nu mai are rost să rămână în opoziție.
Inițiativa baptistă a avut o poziție conform căreia ar accepta înregistrarea de stat, dar numai dacă aceasta nu ar implica controlul religiei lor. Guvernul sovietic a refuzat să accepte aceste condiții, iar grupul a fost persecutat. Baptiștii „inițiativei”, care au încercat să ofere instruire religioasă copiilor sau să organizeze grupuri de tineri, au fost arestați. Eugen Pușkov, un baptist disident, a fost arestat pentru aceste motive în 1980. După ce a fost eliberat în 1983, i s-a cerut să coopereze cu KGB-ul ca informator, dar a refuzat, ceea ce a dus la rearestarea sa la scurt timp după aceea și la o sentință de patru ani, la care a făcut apel. După judecarea apelului său, a primit o sentință de opt ani de închisoare.
Mulți baptiști au fost arestați sub acuzația că au încălcat legile care interziceau desfășurarea de activități religioase în afara structurilor bisericești recunoscute oficial. 202 baptiști au fost arestați din acest motiv la mijlocul anului 1967, dintre care 190 au fost condamnați la închisoare. Numărul baptiștilor disidenți în lagăre a crescut de la 79 în 1979, la 120 în 1981, la 165 în 1982 și la peste 200 în 1984. Multe dintre clădirile pe care le foloseau pentru rugăciuni au fost distruse. Într-un caz, în Cernăuți, un cort imens a fost ridicat de baptiștii disidenți și a fost controlat miliție. Miliția a interzis oamenilor să vină la cort, declarând că în cort au fost amplasate  mine antipersonal. Cortul a fost distrus la scurt timp după aceea.
Autoritățile au dat dovadă de sadism în cazul închiderilor lăcașurilor de rugăciunea a baptiștilor disidenți, dar și în cazul altor religii. De exemplu, în orașul Esik din Provincia Almaty, în 1974, guvernul local a sugerat grupului baptist disident local să construiască un lăcaș de cult permanent. Comunitatea a ridicat respectiva clădire într-un timp scurt. În 1976, autoritățile le-au ordonat credincioșilor să distrugă clădirea pe care o construiseră, dar au refuzat să facă. Statul a profitat apoi de ocazie pentru a-l aresta pe preot pentru încălcarea legii și apoi a confiscat clădirea.
Baptiștii au înființat o rețea de tipografii ilegale. Una dintre tipografiile lor a fost găsită de KGB lângă Riga în octombrie 1974, iar cei care o conduceau au fost condamnați la perioade lungi de muncă silnică. Cu toate acestea, publicațiile lor clandestine au continuat să apară, iar baptiștii și s-au lăudat că au publicat aproape o jumătate de milion de exemplare ale Evangheliilor în zece ani.
Cincizeci de baptiști lor au fost încarcerați în 1981 și șaptezeci și trei în 1982. În total, 165 de baptiști se aflau în închisori și lagăre la sfârșitul anului 1982.
G. Vins, fostul conducător al baptiștilor disidenți a fost încarcerat și, după eliberare, expulzat în SUA în 1979. După ce a plecat, au existat zvonuri că acesta trimitea instrucțiuni din SUA în URSS pentru organizarea de proteste împotriva legislației sovietice. P. Rumacik, un alt lider baptist, a fost eliberat din închisoare în 1977 și se presupune că a fost prins de KGB în 1980 pentru că a condus tipografii clandestine. Baptiștii disidenți au înființat tipografii clandestine, ceea ce a iritat foarte mult statul. Rumacik a fost asociat cu Vins și condamnat la cinci ani de muncă silnică. Această afacere a fost legată și de un pastor baptist disident pe nume Dimitri Miniakov, care a fost arestat în 1978 pentru presupusa colaborare cu germanii în cel de-al Doilea Război Mondial.
Penticostalii au fuzionat cu baptiștii în 1945, dar când a avut loc divizarea baptiștilor în 1961-1962, mulți penticostali au părăsit biserica oficială și nu s-au alăturat baptiștilor disidenți. Aceștia au devenit mai cunoscuți în anii deceniile al șaptelea și al optulea, iar în unele zone au reușit să obțină înregistrarea oficială, dar aproximativ jumătate din comunitatea lor a refuzat să se înregistreze din cauza neacceptării interdicțiilor sovietice privind răspândirea religiei în rândul tinerilor sau copiilor, a celor privind întâlnirile de rugăciune, precum și a privind predicarea, munca misionară și de caritate, precum și practicarea unor ritualuri religioase cheie. Renegații fost arestați sau au plătit amenzi pentru încălcarea regulilor și au fost, de asemenea, persecutați pentru că au refuzat să își satisfacă stagiul militar în armata sovietică, cu excepția unităților de geniu sau medicale. Penticostalii au fost supuși raidurilor polițienești în mai multe rânduri, iar literatura lor religioasă a fost confiscată. În 1971 a avut loc un incident în Cernogorsk, unde credincioșii au fost împrăștiați cu jeturi de apă. O serie de oameni de origine germană aparțineau acestei secte, iar unii dintre ei au încercat să emigreze, dar au fost persecutați pentru această tentativă. Un grup de astfel de penticostali a fost judecat în aprilie 1985 pentru că au intrat în greva foamei până când li s-a permis plecarea în Germania de Vest, dar liderul lor a fost condamnat la cinci ani într-un lagăr de muncă.

### Greco-catolicii
La mijlocul anilor 1950 a apărut un grup religios extremist care s-a desprins din Biserica Greco-Catolică Ucraineană, numit Pokutniki (Biserica slavă a Sfântului Duh), care a fost declarat ilegal. Pokutniki au fost atacați în presă pentru că ar fi falsificat semne de la Dumnezeu care declarau sfârșitul lumii, precum și pentru că arm fi terorizat oamenii care părăseau secta lor, dându-le foc la case.
Bisericile catolice de rit oriental (Bisericile unite) au fost scoase în afara legii în 1946. După ce bisericile lor au fost declarate ilegale, șapte episcopi și două mii de preoți care au refuzat să renunțe la tradiția lor au fost trimiși în lagăre de concentrare sau închiși. Aceste biserici au continuat să existe în clandestinitate până la căderea Uniunii Sovietice. Statul s-a opus în mod oficial acestor grupuri din cauza asocierii lor puternice cu identitățile naționaliste. Statul le-a persecutat fără milă și a efectuat constant raiduri în lăcașurile lor de cult. Mulți clerici catolici de rit oriental au fost eliberați după moartea lui Stalin.

### Adventiștii
În 1924, la cel de-al cincilea Congres al Aventiștilor de Ziua a Șaptea din Rusia, liderii comunității adventiste au declarat că socialismul lui Lenin este o binecuvântare și că el a fost un lider ales de Dumnezeu. De asemenea, participanții la congres și-au proclamat sprijinul și devotamentul deplin față de marxism. După acest congres, a avut loc o scindare semnificativă în comunitatea adventistă, când o parte a comunității a format ceea ce a fost numit „adventiștii adevărați și liberi”. Această ruptură a fost adâncită și mai mult în 1928, când în timpul unui nou congres, când liderii adventiștilor „oficiali” au declarat că este de datoria credincioșilor să servească în Armata Roșie și să poarte arme. Grupul care s-a separat a devenit subiectul unor persecuții continue și brutale până la căderea comunismului. Liderul „adventiștilor adevărați și liberi”, V. A. Șelkov, a executat trei sentințe în închisori timp de 23 de ani, înainte de cea de-a patra și ultima sentință din 1979, în timpul căreia a murit. Șelkov a fost un excelent organizator al comunității sale clandestine, iar secta a continuat să supraviețuiască, precum și să tipărească biblii sau alte lucrări religioase, în ciuda raidurilor și a condamnările constante la închisoare. Un val de arestări ale acestui grup a avut loc în 1978-1979, când autoritățile au efectuat fără succes o căutare națională pentru a le găsi tipografia. Comunitatea nu avea clădiri religioase, dar se aduna în spații private pentru rugăciuni în zilele de sâmbătă, ceea ce a permis acestei secte să-și țină mai ușor ascunsă activitatea.

## Musulmanii
Cercetătorii sovietici au estimat că între 10 și 25% din minoritatea musulmană tradițională din URSS erau încă credincioși activi, dar acest lucru a fost contrazis de observatorii occidentali și de liderii islamici sovietici, care au susținut că aproape toți membrii minorității musulmane tradiționale erau credincioși activi. Probleme în ceea ce privește rezistența puternică față de stat din cauza identificării naționale cu religia au fost întâlnite în rândul musulmanilor din Asia Centrală.
În 1965, o anchetă privind frecventarea moscheilor din RSS Kazahă a arătat că 10% dintre credincioși erau membri ai Komsomolului. Un alt studiu din 1985 a constatat că 14% din Partidul Comunist din Uzbekistan și 56% din Partidul Comunist din Tadjikistan erau musulmani practicanți.
Musulmanii nu au intrat în general în conflict cu statul sovietic. În comunitatea musulmană exista sprijin pentru sistemul sovietic pentru adoptarea legilor dictate de Allah prin Mahomed, chiar dacă guvernul era ateu. Cu toate acestea, circumciziile rituale, la fel ca în cazul unor credincioși ai unor secte creștine, erau făcute de multe ori în secret.
Grupurile sufiste au fost scoase în afara legii, iar statul a organizat patru organisme pentru a supraveghea activitățile islamice din URSS. Trei dintre acestea erau pentru musulmanii sunniți (cu sediul în Mahacikala, Tașkent și Ufa), iar al patrulea era pentru musulmanii șiiți (cu sediul în Baku). Aceste organisme raportau direct la Consiliului pentru Afaceri Religioase. Au fost autorizate să funcționeze o medresă în Buhara și un Institut islamic în Tașkent. Acestea asigurau și pregătirea imamilor. Clerul musulman putea părăsi țara pentru a-și desăvârși pregătirea în străinătate, spre deosebire de alte culte din Uniunea Sovietică.
Un exemplu al modului în care era perceput de către autoritățile sovietice islamul este ceea ce este scris într-o carete sovietică de gramatică, unde găsim următoarele răspunsuri la o serie de întrebări despre practicile islamice:
 - Ce face mullahul?
- Mullahul citește Coranul și când cineva moare, el citește rugăciuni.
- Ce citește el în Coran?
- Noi nu știm.
- Înțelege el însuși ceea ce citește?
- Nu.
- Citește el rugăciunile în mod gratuit?

- Nu, el primește bani pentru asta.
În 1984, în țară funcționau 1.100 de moschei, un număr mai mic decât cel care ar fi fost necesar pentru toată populația musulmană.
La fel ca în cazul altor religii, un mare număr de activități clandestine, ilegale, au avut loc în rândul musulmanilor, care au operat tipografii clandestine, au organizat comunități islamice neoficiale și pelerinaje la locurile sfinte locale. Pelerinajul la Mecca era aproape imposibil pentru majoritatea musulmanilor sovietici, și doar câțiva (în jur de 60) au primit oficial permisiunea de a merge în fiecare an, dar au fost însărcinați în prealabil să prezinte o imagine sovietică pozitivă în străinătate.
În rândul musulmanilor din Asia Centrală s-a manifestat tot timpul o rezistență puternică față de statul sovietic și acțiunile sale din cauza identificării naționaliste cu religia. Legătura etnică clară dintre islam și anumite grupări etnice a făcut dificilă eliminarea religiei de către stat din cauza faptului că atacurile lor care provocau sentimente naționaliste în rândul grupurilor etnice.
Statul a încercat să prezinte tratamentul său (presupus) pozitiv al musulmanilor în campaniile de propagandă din Lumea a treia pentru a obține sprijin pentru interesele sovietice. Evenimentele din revoluția din Iran de la sfârșitul anilor 1970, precum și opoziția islamică tot mai mare față de URSS și implicarea sa în războiul din Afganistan, au făcut ca autoritățile sovietice să lanseze în ultimul său deceniu de existență o nouă campanie de represiune împotriva islamului, cu arestări ale musulmanilor care încercau să răspândească literatură religioasă.
În urma prăbușirii Uniunii Sovietice și a comunismului, acest eveniment geopolitic a fost sărbătorit în multe zone majoritar musulmane, iar liderii musulmani au încercat să educe populația în spiritul islamului.

## Sectele ortodoxe
Sectele ortodocșilor de rit vechi (credincioșii ortodocși ruși care nu acceptaseră reformele patriarhului Nikon se separaseră de Biserica Ortodoxă Rusă în secolul al XVII-lea) erau încă tratate ca instituții antisociale și criminale. Multe neadevăruri legate de aceste secte au apărut în presa oficială după perioada hrușcioviană. O sectă numită „skrîtniki”  (скрытники – cei care se ascund), condusă de Hristofor Zîrianov, a fost acuzată că a practicat sinucideri rituale în pădurile din nordul Rusiei în perioada antebelică. Zîrianov a fost suspectat de acest lucru la vremea respectivă și, în mod ciudat, a primit o scurtă condamnare la exil administrativ în 1932 (ceea ce poate face ca acuzațiile să fie neadevărate, deoarece dacă într-adevăr ar fi făcut acest lucru, ar fi fost probabil împușcat).
În revista „Știință și religie” a fost publicat un roman care se presupune că se bazează pe o poveste adevărată despre o sectă a credincioșilor de rit vechi numită „Adevărații Rătăcitori Ortodocși”. În poveste, o tânără moscovită comsomolistă intră sub influența unui preot ortodox moscovit, care o trimite împreună cu o femeie credincioasă la un schit clandestin din Siberia. Acolo, tinerele sunt învățate să facă o viitoare muncă misionară și sunt îndemnate să facă jurăminte monastice secrete. Ea este obligată să postească, este educată să urască lumea exterioară, îi sunt interzise orice alte lecturi în afara Bibliei și a unor tratate teologice. Tânăra este ținută cu traiul într-o pivniță fără să vadă lumina soarelui, alături de călugărite lipsite de amabilitate sau de-a dreptul grosolane. Această atmosferă a fost prezentată ca o descriere exactă a vieții în sectele credincioșilor de rit vechi. În cele din urmă, fata este salvată de prietenii comsomoliști, care duc o muncă de detectivi asemenea lui Sherlock Holmes.
Adesea, propaganda oficială nu reușea să facă o distincție între aceste secte și Biserica Ortodoxă Rusă. Este posibil ca acest lucru să fi fost deliberat, pentru a-i lega pe ortodocși de presupusele crime ale sectelor.
Credincioșii de rit vechi au încercat să redeschidă multe biserici, dar nu au avut succes. A existat un raport samizdat în 1969, conform căruia un preot de rit vechi a fost ucis de către KGB pentru că a refuzat să lucreze pentru poliția secretă.

## Romano-catolicii
În perioada interbelică, credincioșii catolici din Ucraina și din Belarus și-au apărat cu încăpățânare credința, iar instituțiile antireligioase s-au plâns de marea influență pe care preoții catolici o aveau asupra populației locale.
Majoritatea romano-catolicilor din URSS locuiau în zonele care fuseseră anexate în timpul celui de-al Doilea Război Mondial, ceea ce înseamnă că majoritatea au scăpat de persecuțiile de dinainte de război. Acest lucru a însemnat că Biserica Catolică avea proporțional mai multe biserici și seminarii funcționale care puteau fi atacate în persecuțiile postbelice decât Biserica Ortodoxă. În Lituania, două din cele trei seminarii au fost închise, iar clerul a fost redus de la 1.500 la 735 de slujitori în 628 de biserici.
În Lituania au apărut persecuții organizate împotriva Bisericii Romano-Catolice. Preoții au fost hărțuiți și întemnițați pentru cateheza copiilor, deoarece aceasta era considerată instruire religioasă organizată pentru minori. Episcopii lituanieni, Steponavichus și Sladkiavichus au fost exilați. Profesorii puteau fi concediați pentru opiniile lor religioase, iar multe biserici catolice au fost demolate. În Vilnius, biserica Sfântului Cazimir a fost transformată într-un muzeu al ateismului, catedrala Sfinților Stanislau și Ladislau a devenit o galerie de artă. În Kaunas, biserica Învierii din a devenit o fabrică de radio, iar biserica iezuită a devenit o sală de sport. Catedrala din Klaipeda, care fusese construită după mulți ani de petiții în 1961, a fost închisă și confiscată.
Autoritățile sovietice din Lituania, ca și cele din alte părți ale țării, au rezistat, de asemenea, încercărilor de anulare a actelor lui Hrușciov împotriva religiei. O biserică din satul Žalioji, care fusese închisă în 1963, a fost transformată în moară de făină în 1978.
Cu toate acestea, morarul local a refuzat să lucreze în ea, iar moara a trebuit să funcționeze doar patru ore pe săptămână. Credincioșii nu au reușit să obțină redeschiderea ei atunci când au adresat o petiție guvernului.
Totuși, statul a întâmpinat o problemă majoră în campania sa antireligioasă din Lituania, deoarece, la fel ca în Polonia, exista o puternică identificare națională a lituanienilor cu Biserica Romano-Catolică, iar persecuțiile au provocat rezistență naționalistă, precum și publicitate. Mii de lituanieni au protestat față de campania antireligioasă din țara lor. O petiție cu 148.149 de semnături a fost tipărită sub forma unei cărți care a fost trimisă lui Brejnev. În 1977, o petiție a fost semnată de 554 din cei peste 700 de preoți romano-catolici din Lituania, iar statul a reacționat foarte prudent, arestând și condamnând doar câțiva preoți dintre semnatari..
Romano-catolicii Ucraina de Vest au opus, de asemenea, o rezistență puternică încercărilor sovietice de îngrădire a activităților religioase.
Lipsa unei astfel de atitudini de apărarea de către credincioși a Bisericii Ortodoxe din Rusia a permis regimului să adopte poziții mai puțin tolerante aici.
În zonele în care catolicii erau doar o mică minoritate, cum a fost cazul în Belarus sau Moldova, statului i-a fost mult mai ușor să atace comunitățile lor. În Moldova, toate bisericile catolice au fost închise, cu excepția unei mici capele din Chișinău. Preotul din această biserică a fost obligat să slujească doar în germană sau poloneză, ceea ce l-a împiedicat să găsească noi credincioși în rândul populației locale. De asemenea, preotului catolic i s-a interzis să viziteze comunitățile catolice rurale. În cea mai mare dintre aceste comunități, cea din din Rașcov, biserica a fost devastată în ziua de Crăciun a anului 1977 de un detașament de miliție. Membrii consiliului parohial al Bisericii Sfântul Caietan din Rașcov au fost arestați pentru o scurtă perioadă de timp.
Episcopilor romano-catolici din Lituania li s-a refuzat dreptul de a vizita Vaticanul în 1986, iar papei Ioan Paul al II-lea nu i s-a permis să viziteze Lituania în 1987, cu ocazia aniversării a 600 de ani de la semnarea tratatului de unire dintre Lituania și Polonia, care a dus la convertirea Lituaniei la catolicism.

## Evreii
În anii 1980, numărul de sinagogi autorizate legal în Uniunea Sovietică scăzuse la 50, iar pregătirea rabinică fusese de mult interzisă.

## Samizdat
Pentru a-și tipări propriile materiale, credincioșii foloseau adesea „samizdat” (presă clandestină), care a devenit din ce în ce mai răspândită în ultimii ani de existență ai Uniunii Sovietice. „Samizdat” era publicarea ilegală de lucrări realizată de grupuri religioase, dizidenți și mulți alții care doreau să evite cenzura oficială.
Pentru credincioși, acest lucru a luat adesea forma unui text din scripturi, rugăciuni sau scrieri ale părinților bisericii, care erau scrise de mână cu o instrucțiune atașată pentru crearea a încă nouă copii și de trimitere aceste copii altor destinatari. În cazul în care copiile nu erau retrimise, Dumnezeu urma să îi pedepsească pe cei care întrerupeau lanțul corespondenței.
Statul a recurs la rescrierea istoriei sale și, prin urmare, relatările crimelor statului trebuiau să fie tipărite în presa ilegală – samizdat Unele dintre cele mai populare scrisori samizdat conțineau fragmente din Cartea Apocalipsei.
Statul era la curent cu aceste scrisori, iar autoritățile produceau uneori samizdat fals, care era răspândit printre credincioși pentru a semăna neîncredere în rândul acestora. Scrisorile samizdat ale credincioșilor au fost atacate în mod hotărât de presa ateistă. Se spunea că ar fi conținut tot felul de scrieri nocive antisovietice și pline de ură, precum și pentru că au fost folosite într-un mod inuman De exemplu, revista „Știință și religie” a relatat mai multe presupuse situații în care scrisorile au sosit într-o familie încercate de o tragedie, familie care ar fi putut multiplica scrisoarea, dar care nu a putut face-o din cauza situației grele în care se aflau. De teama pedepsei divine, ar fi pus un copil să facă copiile respective, care ar fi devenit astfel traumatizat prin expunerea la propaganda religioasă.
Încercările de a importa literatură religioasă din Occident au fost tratate ca subversiune antisovietică. Literatura Martorilor lui Iehova a fost tratată în mod similar.
În aprilie 1982, cinci tineri creștini ortodocși au fost arestați la Moscova pentru că au deținut ilegal un copiator Xerox, pe care l-au folosit pentru a tipări mii de cărți și broșuri religioase, pe care le-ar fi vândut pe profit. În instanță s-a demonstrat că nu au obținut profit din această afacere, dar au fost condamnați totuși la pedepse între trei și patru ani de închisoare. Perchezițiile ulterioare la prieteni de-ai lor au scos la iveală mai multe ascunzători de literatură religioasă.

## Masurile legislative
Două noi decrete (219 și 220) emise de Sovietul Suprem al RSFSR la 18 martie 1966 prevedeau sancțiuni sub formă de amenzi pentru persoanele care organizau întâlniri religioase pentru tineri și copii, sau pentru neînregistrarea unei comunități religioase, precum și o pedeapsă cu închisoarea pentru persoanele care încălcau în mod repetat această lege.
La sfârșitul deceniului al șaptelea, majoritatea mișcărilor pentru drepturile omului din Uniunea Sovietică s-au dezvoltat sub sloganul apărării legalității sovietice și au cerut oficialilor sovietici să-și respecte propriile legi (deoarece actele folosite în persecuții erau adesea ilegale din punct de vedere tehnic în conformitate cu legislația sovietică). Cu toate acestea, instrucțiunile interne au fost folosite ca bază pentru o mare parte din persecuții și, de obicei, acestea au prevalat în practică asupra legislației sovietice.
În 1975, Consiliul pentru Afaceri Religioase (Council for Religious Affairs) a primit un rol oficial de supraveghere legală  a bisericii (înainte de aceasta avea un control neoficial)  Fiecare parohie a fost supusă controlului Consiliului pentru Afaceri Religioase, singurul care avea puterea de a acorda înregistrarea. Era ilegal ca o comunitate religioasă să își practice credința fără aprobarea Consiliului pentru Afaceri Religioase (inclusiv rugăciuni publice, întâlniri etc.) Până când o comunitate religioasă nu era înregistrată la Consiliul pentru Afaceri Religioase, aceasta nu își putea practica credința. Pentru a fi înregistrată, aceasta trebuia să depună o petiție la administrația locală, care o trimitea apoi Consiliului pentru Afaceri Religioase cu propriile observații și recomandări în termen de cel mult o lună. Cu toate acestea, Consiliul pentru Afaceri Religioase putea să își ia cât timp dorea înainte de a lua decizia de a înregistra o parohie. Acest lucru a slăbit foarte mult biserica, care, anterior, trebuia să aibă de-a face doar cu administrația locală, la care avea puterea de a face apel. Noua politică a fost concepută pentru a sugruma și mai mult Biserica. Aceasta a fost însoțită de intimidare, șantaj și amenințări la adresa clerului și, în ansamblu, era menită să demoralizeze Biserica.
Cu toate acestea, această legislație a consolidat biserica prin recunoașterea statutului legal al bisericii, a dreptului să construiască și să deține clădiri laice pentru reședință sau uz administrativ, sau pentru producția de articole necesare pentru cultul religios respectiv.
 Constituția sovietică din 1977 a fost uneori interpretată de autorități ca impunând o cerință pentru părinți de a-și crește copiii ca atei. Aceasta a fost precedată de noua legislație privind familia din 1968 și de legile privind educația națională din 1973. Aceste legi susțineau că era de datoria părinților să își crească copiii ca fiind comuniști și atei. Codul familiei permitea instanțelor de judecată să priveze părinții de drepturile lor asupra copiilor lor, dacă aceștia nu reușeau să îndeplinească această sarcină, iar constituția implica și ea acest lucru. Aceste restricții legale au fost puse în aplicare doar selectiv, atunci când autoritățile au ales să facă acest lucru.

Articolul 124 din Constituția din 1977 a înlocuit, de asemenea, terminologia „libertatea de propagandă antireligioasă” (din vechea constituție) cu noua expresie „libertatea de propagandă ateistă”. Acest lucru a fost interpretat ca o diferență între o abordare negativă, de distrugere a religiei, și o abordare pozitivă, de înlocuire a acesteia cu o cultură ateistă.
În 1979, Comitetul Central al PCUS a cerut punerea în aplicare a unor măsuri concrete de intensificare a educației ateiste și de „sporire a responsabilității comuniștilor și a membrilor Komsomolului în lupta împotriva superstițiilor religioase”. Acest lucru a fost văzut ca un semnal de intensificare a propagandei antireligioase făcute de organizațiile Partidului Comunist, mass-media, școlile superioare și secundare, precum și instituțiile de cultură și cercetare științifică.
Patriarhia Moscovei a exercitat cu succes presiuni pentru a obține revizuirea unei părți din legislația antireligioasă. În ianuarie 1981, clerul a fost recalificat în ceea ce privește statutul său fiscal, trecând de la impozitarea ca întreprindere comercială privată (așa cum era înainte) la o impozitare egală cu cea a unui cabinet medical privat sau a unor profesori privați. De asemenea, această nouă legislație a oferit clerului drepturi egale în materie de proprietate și moștenire. De asemenea, membrilor clerului li s-au recunoscut drepturile de veterani de război, dacă participaseră activ la unul dintre conflagrațiile la care fusese parte URSS. Organizația laică a parohiei, formată din 20 de persoane care dețineau parohia, a primit statutul de persoană juridică, cu drepturile sale corespunzătoare și capacitatea de a încheia contracte (biserica fusese privată de acest statut de către Lenin în 1918). Pentru prima dată după mulți ani, societățile religioase puteau deține în mod legal lăcașurile de cult. Cu toate acestea, în această legislație a rămas totuși o oarecare ambiguitate, care permitea o reinterpretare în cazul în care statul dorea să oprească proliferarea „necontrolată” a construirii de noi biserici.
În 1983, CC a emis o altă rezoluție care cerea ca munca ideologică împotriva religiei să fie prioritatea principală a comitetelor de partid la toate nivelurile.
Societățile religioase au primit controlul asupra propriilor conturi bancare în 1985.
Această legislație din deceniul al nouălea a marcat o nouă atitudine de acceptare a religiei de către un stat, care a decis că cel mai bun lucru pe care îl putea face era pur și simplu să minimizeze impactul dăunător al religiei. În timp ce statul a încercat să intensifice persecuția în anii 1980, biserica a ajuns să vadă acest lucru din ce în ce mai mult ca pe un simplu atac de ariergardă al unui inamic falimentar din punct de vedere ideologic, dar încă puternic din punct de vedere fizic. Liderii de vârf ai partidului s-au abținut de la o implicare directă în noua ofensivă, poate din cauza unei incertitudini cu privire la potențialul lor succes și a dorinței de a avea o oarecare flexibilitate în funcție de dorința de a nu contraria prea mult credincioșii în ajunul aniversării milenare a convertirii Rusiei la creștinism.
Organismele religioase puteau fi în continuare puternic infiltrate de agenți ai statului, datorită puterii autoritățile locale de respingere a oficialilor parohiali aleși și de instalare a propriilor oameni în organizația laică care deținea parohia, ceea ce însemna că, și dacă erau proprietari ai bisericilor lor, acestea se aflau efectiv în mâinile statului. Totuși, cel mai mare câștig al acestei noi legislații a fost faptul că tinerii de peste zece ani puteau participa activ la ritualul religios (de exemplu, să slujească pe post de copii de altar, psalmiști, sau în coruri) și că tinerii de orice vârstă puteau fi prezenți în interiorul unei biserici în timpul slujbelor și să primească împărtășania.

## Abuzul psihiatric
Practica psihiatrică sovietică considera că persoanele cu un nivel de educație ridicat, care deveneau religioși la o vârstă matură, mai ales dacă proveneau din familii atee, sufereau de o tulburare psihotică. Acest diagnostic era folosit în special pentru călugări sau călugărițe, precum și pentru predicatorii bine educați. Această practică a permis ca atât călugării cât și călugărițele populare (sau alți credincioși), care altfel nu puteau fi acuzați în mod plauzibil de nicio altă infracțiune, să fie îndepărtați și trimiși în instituții psihiatrice. Deoarece credința lor era considerată o tulburare mintală, oamenii cărora li se aplica acest tratament erau eliberați imediat dacă renunțau la credința lor în Dumnezeu și, prin urmare, se „vindecau”.
Printre cazurile particulare cunoscute în acest sens se numără:
Naționalistul religios Ghennadi Șimanov a fost internat timp de două luni și jumătate, în 1962, într-un spital de psihiatrie, undei i-a fost administrat terapie de șoc cu insulină pentru a-l vindeca de credința sa religioasă. El a fost internat din nou în 1969 pentru câteva săptămâni, după care a fost eliberat pentru că a atras atenției opiniei publice asupra încarcerării.
Părintele Iosif Mihailov din Ufa, care a fost trimis la închisoarea psihiatrică din Kazan în și a rămas internat acolo până în ultimii ani ai comunismului..
Călugărița Valeria (Makeev) a fost internată în închisoarea psihiatrică din Kazan din 1978 până în ultimii ani ai comunismului. Inițial, a fost acuzată de comerț ilegal (pentru că a vândut articole religioase credincioșilor), dar când acuzațiile nu au putut fi demonstrate în justiție, a fost în schimb „diagnosticată” ca fiind psihotică.
Părintele Lev Konin a fost internat de mai multe ori în închisori psihiatrice înainte de a fi expulzat în Occident în 1979. A avut contacte cu studenții din Leningrad și a vorbit la un seminar religios-filosofic neoficial al tinerilor intelectuali sovietici din Leningrad.
Iuri Belov, student la istorie și literatură, a fost internat în închisoarea psihiatrică Sîciovka. În 1974, un reprezentant al Institutului central de medicină legală „V. P. Serbski” din Moscova i-a spus: „Din punctul nostru de vedere, convingerile religioase sunt o formă de boală, de unde și utilizarea de medicamente”.
Olga Skrebeț, o doctoriță în vârstă de 33 de ani, cu un doctorat în științe medicale, a fost diagnosticată cu un stadiu incipient de schizofrenie și trimisă la un spital din Kiev în 1971, după ce renunțase la calitatea de membru al PCUS din motive religioase.
Alexandr Iankovici, un baptist în vârstă de 44 de ani, s-a ocupat cu scrierea și duplicarea neoficială de literatură religioasă din 1957 până în 1976. În 1976 a fost arestat și declarat nebun
Evgehni Martinov, un inginer civil penticostal în vârstă de 35 de ani, a fost trimis internat în închisoarea psihiatrică Cerniahovski în 1978.

Vasilii Shipilov, un credincios ortodox, a fost condamnat la zece ani de muncă silnică în 1939, la vârsta de 17 ani, pentru că a fost elev la un seminar clandestin. În 1949, după ce a fost eliberat, a cutreierat Siberia și a proclamat Împărăția lui Dumnezeu și a criticat abuzurile lui Stalin. În scurt timp a fost arestat din nou și declarat nebun. A petrecut cea mai mare parte a perioadei dintre 1950 și 1979 în închisori psihiatrice, unde a fost bătut în mod constant.
Un student de douăzeci de ani, student la istorie, pe nume Galliamov, fusese botezat la optsprezece ani și își petrecuse vara anului 1978 ca pelerin la puținele mănăstiri rămase deschise. A fost diagnosticat ca fiind „psihopat de tip mixt” și supus unor doze mari de neuroleptice, care i-au provocat greață, febră mare și atacuri de cord. A fost externat după două luni și a fost avertizat de medic să nu mai viziteze mănăstirile, altfel starea sa ar putea „evolua” spre schizofrenie.
Unul dintre cele mai flagrante cazuri de acest gen a avut loc în 1976, în cazul intelectualului moscovit Alexander Argentov, în vârstă de 25 de ani, un creștin ortodox neofit provenit dintr-o familie atee. El a fondat în 1974 seminarul religios-filosofic de la Moscova, care avea să fie condus de Alexandr Ogorodnikov (un student la cinematografie care a fost exmatriculat din institut împreună cu alți colegi pentru că a încercat să producă un film despre viața religioasă în rândul tinerilor sovietici). Acest seminar a fost proclamat succesorul societăților religios-filosofice din Moscova și Leningrad, care au fost desființate în anii 1920. Seminarul a început să fie hărțuit serios în 1976, după ce a crescut considerabil și a dat dovadă de multă vitalitate, precum și după ce s-a stabilit la Ufa (Bașkiria), Leningrad (Rusia), Lviv (Ucraina), Minsk și Grodno (Belarus). Argentov și alții au fost arestați și închiși în instituții psihiatrice. Credința religioasă a lui Argentov a fost diagnosticată ca fiind o tulburare psihotică. Lui Argentov i-au fost administrate neuroleptice puternice timp de două luni înainte de a fi eliberat, după ce cazul său a ajuns să fie cunoscut în străinătate și a avut parte de o amplă publicitate.
Seminarul lui Argentov a continuat să fie hărțuit după ce conducerea sa a fost trimisă în instituții psihiatrice. Noul președinte, Alexander Ogordnikov, a fost forțat să renunțe la slujba de om de serviciu după ce s-a descoperit că folosea baraca sa de om de serviciu pentru întâlnirile seminarului. Autoritățile l-au împiedicat să obțină un nou loc de muncă, iar în 1979 a fost arestat și condamnat la un an de muncă silnică pentru parazitism. În timp ce se afla încă în lagăr la sfârșitul perioadei de detenție, a fost rejudecat și acuzat de propagandă antisovietică; a fost condamnat la încă șase ani de muncă silnică, urmați de alți cinci ani de exil intern.
Cu toate acestea, seminarul a crescut în popularitate și în număr. S-a extins la Kazan, Odessa și Smolensk după arestarea lui Ogordonikov. În februarie 1979 a avut loc o conferință comună a seminariilor din Leningrad și Moscova. Regimul a reacționat prin diverse forme de hărțuire neoficială, inclusiv prin bătaia severă și anonimă a unuia dintre membrii săi. Aceasta a fost urmată de numeroase avertismente din partea KGB, raiduri, concedieri și arestări temporare ale tuturor membrilor. Tatiana Șcipkova, profesor de franceză și latină la Institutul Pedagogic din Smolensk și reprezentant al seminarului în Smolensk, și-a pierdut postul de profesor în iulie 1978, iar mai mulți participanți la seminar care erau studenți au fost expulzați. La sfârșitul lunii august 1978, lui Șcipkova i s-a retras diploma de doctorat din motive politice. În ianuarie 1980, a fost condamnată la trei ani de muncă silnică după ce a lovit cu palma peste față un membru Comsomolului în timpul unui raid la o reuniune a seminarului. Printre alte arestări notabile se numără Serghei Ermolaev și Igor Poliakov, care au fost condamnați la patru ani și, respectiv, trei ani și jumătate de muncă silnică în septembrie 1979 pentru că au strigat sloganuri antisovietice. În aprilie 1980, seminariștii Viktor Popkov și Vladimir Burțev au fost condamnați la optsprezece luni de muncă silnică pentru că ar fi falsificat documente. La scurt timp după aceea, liderul seminarului, Vladimir Proeș, a fost condamnat la cinci ani de muncă silnică în lagăre cu regim sever, urmați de trei ani de exil intern. Cu puțin timp înainte de încheierea condamnării, în octombrie 1983, i s-au mai acordat încă trei ani de lagăr de muncă. Această lungă serie de arestări a dus la închiderea efectivă a seminarului.

## Închideri ale lăcașurilor de cult și persecutarea clerului și credincioșilor
După Hrușciov, nu au existat revizuiri radicale ale politicilor oficiale ale statului (oricum, o mare parte din campania sa a fost desfășurată în baza unor instrucțiuni secrete nepublicate). Cele mai multe dintre bisericile închise au rămas închise și niciunul dintre seminariile sau mănăstirile închise nu avea să mai fie redeschise. Credincioșii au încercat fără succes să redeschidă multe biserici. La sfârșitul deceniului al optulea și de-a lungul celui de-al nouălea și în anii 1980, statul a început totuși să permită construirea și redeschiderea mai multor biserici. Cei condamnați pentru crime religioase în Uniunea Sovietică au fost supuși unor tratamente deosebit de dure și au fost clasificați (alături de disidenții politici) drept „criminali de stat deosebit de periculoși”, ceea ce îi descalifica pentru amnistie sau grațiere. Infracțiunile religioase, cum ar fi difuzarea unei petiții sau organizarea de cursuri religioase pentru copii, puteau fi pedepsite cu pedepse severe în lagăre de concentrare și nu puteau fi luate în considerare pentru eliberare condiționată fără o mărturisire oficială. În același timp, agresiunea, jaful și violul aveau pedepse mai mici în URSS.
În întreaga regiune Saha-Iakutia (aproximativ jumătate din suprafața Statelor Unite continentale) a existat o singură biserică rămasă deschisă până la căderea comunismului, ceea ce înseamnă că mulți credincioși trebuiau să călătorească până la 2.000 de kilometri pentru a ajunge la cea mai apropiată biserică.
Următoarele sunt exemple de situații cunoscute din istoria acestor activități de închidere a lăcașurilor de cult. În orașul Cernigov, catedrala a fost închisă în 1973 și a rămas doar o mică biserică de lemn. Credincioșii făcuseră petiții pentru o nouă biserică încă din 1963, dar nu au primit nimic până la căderea comunismului. În orașul Gorki, mai rămăseseră doar trei biserici mici din cele 40 de dinainte de 1917, pentru a servi o populație estimată la 100.000 de credincioși, în condițiile în care în anii 1970 populația orașului crescuse de aproximativ 15 ori. Credincioșii au făcut petiții pentru redeschiderea unor biserici încă din 1967, iar petiționarii au fost supuși la presiuni la locul de muncă, iar cererile lor au fost ignorate. În orașul Naro-Fominsk din regiunea Moscova, în 1968 au fost inițiate primele petiții pentru deschiderea unei biserici. Nu mai exista nicio biserică în vecinătatea orașului din anii 1930. Petițiile lor au fost fie ignorate, fie au primit răspunsuri negative. Presa oficială locală a susținut că nu se putea da o aprobare pentru o nouă biserică, deoarece nu existau suficienți credincioși care să o frecventeze, dovadă că biserica existentă urma să fie transformată în muzeu. De fapt, au existat 1.443 de semnatari ai petiției. Presa ateistă a susținut, de asemenea, că această petiție a fost emisă de oameni răuvoitori, care încercau să alimenteze fanatismul religios și să obțină slujbe confortabile la o nouă biserică. Credincioșii și-au prezentat cazul în instanță, dar nu au avut succes.

Închiderea unei biserici celebre a avut loc în 1968 în orășelul Kolîvan, în regiunea Novosibirsk. Biserica cu hramul  Sfântul și binecredinciosul Aleksandr Nevski  din acel oraș a fost construită în secolul al XVIII-lea și era unul dintre cele mai vechi monumente de arhitectură din regiune. Împuternicitul local al Consiliului pentru Afaceri Religioase, Nikolaev, se lăuda de ani de zile că va transforma biserica în muzeu. Departamentul local de pompieri a cerut să fie construit un rezervor de apă special lângă biserică pentru a o proteja împotriva incendiilor, iar consiliul bisericii a dat curs acestei cereri, săpând rezervorul. La scurt timp după aceea, miliția locală a declarat că aceasta este o construcție ilegală și a confiscat materialele de construcție de la consiliul bisericii, astfel încât aceștia nu au putut finaliza construcția rezervorului. Apoi, autoritățile locale sovietice au declarat biserica ca fiind nesigură din cauza lipsei unui rezervor de apă și au ordonat închiderea ei. În 1974, biserica istorică a fost dezmembrată și bucățile rezultate au fost vândute. Comunitatea locală a încercat să continue să țină slujbe fără preot în casa paznicului aflată în curtea bisericii, dar participanții la slujbe au fost hărțuiți, iar unii dintre ei au fost arestați pentru scurt timp. În cele din urmă, Nikolaev a fost de acord să ofere un subsol de douăzeci de metri pătrați pentru slujbele unei congregații de 200 de persoane.
O altă închidere notorie a avut loc în 1979 în orașul Recița din regiunea Gomel (Belarus). Biserica era prea mică pentru congregație și credincioșii au cerut să o aprobarea să o mărească. Au primit permisiunea și au început să facă construcția pe cheltuiala proprie. După ce au terminat extinderea, clădirea a fost declarată ca fiind nesigură în caz de incendiu și a fost închisă, fiind plasate gărzi de milițieni în fața ei pentru a-i împiedica pe credincioși să o folosească.
O biserică din secolul al XVIII-lea din satul  Mșana, în eparhia de Lvov, a fost închisă în martie 1978 și transformată în depozit de cereale. În 1979, credincioșii au înconjurat biserica și au încercat să împiedice fizic depozitarea cerealelor în biserică. Miliția a fost trimisă pentru a-i dispersa, iar o femeie a fost arestată. Credincioșii au lansat fără succes petiții în numele bisericii.
În satul Znosîci, regiunea Rivne, exista o biserică care fusese lipsită de preot timp de mai mulți ani și care era îngrijită de enoriașii săi, care se adunau acolo și pentru rugăciuni. În 1977, autoritățile au încercat să demoleze biserica, dar au fost oprite de rezistența comunității locale. În schimb, autoritățile au încercat să depoziteze cereale în interiorul bisericii. Ca răspuns, locuitorii satului au intrat în grevă, iar autoritățile au decis să scoată cerealele. La 25 aprilie 1979, întreaga populație din Znosîci a fost trimisă să muncească într-un sat învecinat, în timp ce copiii au fost închiși în școală, iar în acest timp biserica a fost demolată. După demolarea lăcașului de cult, credincioșii au început să se adune la locul fostei biserici pentru rugăciuni, iar în sat au început să vină pelerini. Autoritățile au reacționat punând patrule și bariere în jurul satului pentru a împiedica venirea pelerinilor. Credincioșii au început să decoreze pinii din jurul bisericii și să se roage sub ei. Autoritățile au răspuns prin tăierea copacilor.
În alte două sate din regiunea Rovno, populația locală a încercat să redeschidă bisericile închise în timpul lui Hrușciov. Într-una dintre acestea, în 1973, în timp ce credincioșii erau la muncă, autoritățile au demontat cupolele și au depozitat cereale în biserică. Populația a protestat furibund și grâul a fost îndepărtat. În 1978, după ani de plângeri, a sosit o comisie oficială pentru a investiga cazul, dar autoritățile locale le-au spus că grupul de credincioși este doar o minoritate neînsemnată, iar comisia a plecat. În alt sat, în 1973, credincioșii au făcut apeluri zadarnice pentru a-și redeschide bisericile, dar li s-a răspuns că trebuie să meargă în alt oraș pentru slujbe. În toamna anului 1978, un reprezentant al Consiliului pentru Afaceri Religioase a venit și a promis că le va reda biserica, iar între timp, autoritățile locale le-au cerut sătenilor să semneze un document prin care se angajau să nu lase porcii să umble pe străzile satului. Sătenii au semnat documentul fără să-l citească, iar acesta s-a dovedit a fi un document care atesta că nimeni nu dorea o biserică în sat. Documentul a fost apoi folosit de autoritățile regiunii pentru a-și justifica refuzul de a mai accepta cererile de redeschidere a bisericii.

În 1983, cel puțin peste 300 de persoane de toate religiile au fost încarcerate doar pentru că își practicau credința. Există estimări mult mai mari, iar această cifră nu include masele de credincioși care au fost supuși zi de zi la hărțuiri administrative și persecuții. Aceste cifre sunt, desigur, mici în comparație cu ceea ce s-a întâmplat în istoria timpurie a URSS.
Persecuțiile antireligioase puteau fi rezultatul unor acte de caritate (care erau încă ilegale conform legislației din 1929). Astfel de acte ilegale de caritate puteau include donațiile făcute de episcopi care dădeau în secret bani parohiilor mai sărace, care nu puteau plăti reparațiile bisericilor, donațiile făcute de clerici și personal parohial care dădeau bani enoriașilor săraci, sau care își pierdeau casele în urma unor incendii, sau credincioși care ofereau mese publice oamenilor, inclusiv pelerinilor.
Persecuțiile vizau și pelerinaje în grup la locurile sfinte (care erau, de asemenea, încă ilegale). Aceste pelerinaje au fost supuse unor atacuri foarte brutale din partea miliției și a voluntarilor comsomoliști, care au produs răniri fizice. Statul a susținut că pelerinajele erau organizate fie de credincioși fanatici, fie de oportuniști, care încercau să obțină venituri ilegale.
Persecuțiile puteau viza, de asemenea, închinarea sau îndeplinirea ritualurilor religioase în locuințe private sau în lăcașuri de cult, fără anunțarea autorităților. Au existat presiuni oficiale împotriva persoanelor care primeau botezul și existau adesea dificultăți practice de a obține botezul în zonele fără biserici. Puține cupluri au avut parte de ceremonii de căsătorie religioasă. Uneori, ritualurile religioase se desfășurau în secret pentru a-i proteja pe credincioși de hărțuirea la locul de muncă sau la școală, deoarece registrele de evidență pe care bisericile trebuiau să le țină erau inspectate în mod regulat de către KGB. Statul a raportat că astfel de activități erau făcute de preoți care încercau să obțină venituri suplimentare din donații neînregistrate. Această paradigmă a fost citată de Feodosiu, fostul episcop de Poltava, în scrisoarea sa din 1977 adresată lui Brejnev, în care afirma că majoritatea adulților care se converteau la ortodoxie mergeau la preoții pensionari pentru botezuri, deoarece aceștia puteau efectua botezuri fără a fi nevoiți să înscrie numele noilor botezați în registru. Oficialul regional al Consiliului pentru Afaceri Religioase a aflat despre acest lucru și a cerut ca fiecare candidat la botez să fie raportat. Odată aflată persoana care dorea să se convertească / boteze, agenții Consiliului pentru Afaceri Religioase încercau să creeze multe probleme la locul de muncă sau de studiu al candidatului pentru a-l descuraja să primească botezul. Episcopul Feodosiu a refuzat să coopereze cu autoritățile în aceste acțiuni de intimidare.
În această perioadă, Comsomolul a continuat să vandalizeze bisericile și să hărțuiască credincioșii. Preoții și episcopii care nu se subordonau complet statului și care se angajau în activități religioase în afara îndeplinirii a ritualurilor religioase de rutină, erau considerați dușmani ai statului. Episcopii criticați pentru „activitate religioasă ridicată” au fost mutați în toată țara. Consiliul pentru Afaceri Religioase a pretins că a obținut controlul asupra Sinodului Patriarhiei, care a fost obligat să își coordoneze sesiunile și deciziile cu Consiliul pentru Afaceri Religioase.
Persecuția pe scară largă a clerului din timpul lui Hrușciov a fost înlocuită cu o persecuție mai selectivă doar a celor mai devotați preoți, în special dacă aceștia atrăgeau tineri sau ofereau îndrumare pastorală. Consiliul pentru Afaceri Religioase a avut o politică de numire a preoților care nu erau doriți, iar statul a continuat să găsească mijloace pentru a închide bisericile. În același timp, însă, Consiliul pentru Afaceri Religioase susținea că poziția bisericii se îmbunătățea în baza legislației recent adoptate. Ierarhia bisericească nu putea avea nicio putere disciplinară. În timp ce statul permitea libertatea predicilor și cazaniilor, această libertate era limitată prin faptul că acestea puteau avea doar un „caracter exclusiv religios”. În practică, acest lucru însemna că cei care predicau împotriva ateismului și a ideologiei de stat nu erau protejați. Toată legislația antireligioasă a fost concepută să facă biserica cât mai pasivă posibil. Clerul lipsit de entuziasm era tolerat, în timp ce clerul cu un zel misionar putea fi radiat din listele oficiale, interzicându-se dreptul de slujire. Acest lucru era în conformitate atât cu învățătura lui Lenin, conform căreia preoții imorali sau chiar criminali ar trebui să fie preferați în detrimentul celor activi și populari, cât și cu o rezoluție secretă din 1974 a Consiliului pentru Afaceri Religioase, „Cu privire la starea de supraveghere a activităților instituțiilor de învățământ teologic ale Bisericii Ortodoxe Ruse”, în care s-a hotărât să fie verificați candidații la seminar, să se ia măsuri pentru împiedicarea „fanaticilor” (adică persoane activ religioase) să intre în seminarii ca profesori sau studenți, să sporească responsabilitatea cetățenească în rândul profesorilor și studenților, precum și să îmbunătățească educația politică a profesorilor și studenților, astfel încât să le ofere „convingeri patriotice profunde”.
Ar putea fi citat un număr uriaș de cazuri de clerici care au fost persecutați pentru că erau preoți devotați. Printre exemple se numără:
Vasili Boiko, un tânăr preot din Kiev, și-a pierdut postul de dirijor al corului bisericii Acoperământul Maicii Domnului din Kiev pentru că a organizat un cor de tineri, format din convertiți și reconvertiți de curând. Corul a fost desființat, iar el a fost trimis ca diacon la o biserică provincială.
Zdriliuk, un tânăr inginer din Kiev, convertit la ortodoxie, a fost hirotonit preot în mod privat după ce a trecut examenele teologice. La trei ani de la hirotonire, a fost radiat în urma unei percheziții efectuate de poliție la domiciliul său, care a scos la iveală un depozit de literatură religioasă, precum și distribuirea de către acesta a acestei literaturi credincioșilor.
Au existat rapoarte conform cărora păgânismul a reapărut în zonele în care biserica fusese eliminată.
Cazuri de tratament discriminatoriu au apărut în cazul credincioșilor care aveau un nivel educațional sau profesional mai ridicat. Membrii de partid, personalul administrativ din categoriile superioare și medii de execuție, învățătorii și profesorii de toate tipurile, ofițerii de armată și personalul Ministerului Afacerilor Interne și alte astfel de persoane au fost direct persecutați pentru că și-au botezat copiii. Adesea, aceștia trebuiau să găsească preoți care să accepte să facă sacramentul în secret. Țăranii și muncitorii sufereau rareori același grad de consecințe pentru implicarea în activități religioase. Persoanele needucate și cele în vârstă erau în general lăsate în pace în anii post-Hrușciov.
În această perioadă, în Ucraina nu a fost permisă aproape nicio nouă hirotonire. De asemenea, au existat interdicții pentru candidații educați acasă. Candidații care nu reușiseră la examenele de admitere la seminariile de oriunde în țară se puteau confrunta cu tot felul de hărțuiri și persecuții.
Arhiepiscopul Feodosiu a povestit în memoriile sale că a refuzat să coopereze cu împuternicitul local al guvernului atunci când acesta din urmă a vrut să închidă biserici, iar după aceasta a fost transferat în eparhia Vologda din nordul Rusiei, unde existau doar 17 biserici deschise. Arhiepiscopul a enumerat o serie de persecuții directe și indirecte folosite aproape zilnic de Consiliul pentru Afaceri Religioase. Printre acestea se numărau metode precum aceea de a fi atacat pentru că trimitea fără permisiune preoți să înlocuiască preoți bolnavi în timpul unei liturghii de duminică și de a lipsi temporar de înregistrare preotul înlocuitor. Încercările de înlocuire a structurilor în stare avansată de degradare cu altele mai bune au dus la demolarea noilor structuri din cărămidă de către miliție și Comsomol. Episcopul a fost criticat pentru că a susținut petițiile adresate Moscovei. De asemenea, el a citat presiunea Consiliului pentru Afaceri Religioase pentru creșterea contribuțiilor la fondurile de pace și ale monumentele istorice, de la 36.210 ruble în 1968 la 161.328 ruble în 1976 (în timp ce dieceza a primit ca donație doar 124.296 ruble). Parohiile au trebuit să își mărească donațiile pentru a face față, iar în cele din urmă dioceza a intrat în incapacitate de plată. Acest lucru a dus la închiderea mai multor parohii din lipsă de fonduri.
Hărțuirea pelerinilor și a mănăstirilor s-a intensificat la începutul anilor 1980.

## Atrocități și victime
Doi preoți pe nume Nikolai Eșliman și Gleb Iakunin au căpătat faimă mondială după ce au trimis un curajos memorandum guvernului sovietic și Patriarhului Alexei în 1965, în care protestau împotriva persecuției, a închiderii forțate a bisericilor și a inactivității patriarhilor și episcopilor în apărarea bisericii. La scurt timp după aceea, presa atee a dus o campanie de discreditare. Presa a susținut că Iakunin a devenit preot din motive pur pecuniare. Iakunin și Eșliman, la fel ca mulți alți evangheliști creștini din URSS, au încercat să achiziționeze publicații religioase ilegale, inclusiv din Occident. Acest fapt a permis statului să îi catalogheze pe credincioșii care aveau legături cu ei drept criminali, traficanți de pe piața neagră și colaboratori cu serviciile de informații occidentale (care ar fi trimis literatură religioasă și teologică în URSS în scopul subversiunii ideologice).
La 15 noiembrie 1966, biserica Sfânta Treime din Leningrad a fost demolată.
Un caz notabil a fost raportat în documente samizdat cu privire la Vladimir Rusak (alias Vladimir Stepanov), un diacon ortodox rus, absolvent al Academiei Teologice din Moscova, care a lucrat ca editor al Jurnalului Patriarhiei Moscovei. În 1980, el a finalizat un manuscris critic la adresa statului despre istoria bisericii ruse în timpul Uniunii Sovietice. Superiorul său imediat, Arhiepiscopul Pitirim, a descoperit acest lucru și i-a ordonat să îl distrugă, dar el a refuzat, și a fost trimis la Vitebsk, în Belarus, pentru a sluji la o biserică de acolo. La 28 martie 1982 a ținut o predică la o slujbă despre Patimile lui Hristos și suferința Bisericii în lume și a susținut că o Biserică persecutată este mai puternică spiritual și mai aproape de Dumnezeu decât o Biserică triumfătoare, iar în acest context a condamnat moștenirea a bisericilor naționale și a lăudat Revoluția bolșevică pentru că a declanșat din nou persecuția împotriva Bisericii, pe care, prin urmare, a purificat-o toți cei care nu îi erau cu adevărat devotați. În aceeași predică, a discutat despre persecuțiile statului și a condamnat ierarhia pentru că i-a renegat pe martiri, cărora, potrivit lui, Biserica le datorează supraviețuirea. El le-a cerut enoriașilor să nu-și piardă curajul în urma persecuției ateiste și că le-a spus că nu trebuie să se aștepte la o viață ușoară pe Pământ, cât la o răsplată în ceruri. După această predică, a fost radiat și trimis la o mănăstire, iar superiorii săi au spus că nu pot face nimic pentru a-l ajuta din cauza presiunii KGB-ului asupra lor. I s-a recomandat să își găsească o slujbă laică, deoarece nu mai exista nicio poziție în biserică care să îi fie permisă.
Părintele Dimitri Dudko a fost un predicator și catihet popular în Moscova, care a pregătit sute de adulți pentru botez. El a început să țină în biserică sesiuni de întrebări și răspunsuri în locul predicilor obișnuite, iar acest lucru l-a făcut foarte popular printre oameni, dar foarte nepopular printre autorități. A fost unul dintre cei mai influenți dizidenți religioși ai vremii. La presiunea autorităților, Dimitri Dudko a fost mutat în 1973 în parohia rurală Kabanovo, la optzeci de kilometri de Moscova. Străinii care vizitau biserica sa din Moscova nu puteau merge în acea zonă, dar mulți oameni au început să se adune la noua sa biserică. În decembrie 1975, sovietul local a forțat consiliul bisericesc să îl demită pe părintele Dimitri din această parohie, iar ulterior a fost transferat într-o altă parohie rurală din vecinătatea Moscovei. În acea parohie a început să creeze o comunitate bisericească bine închegată și a publicat un buletin șapirografiat (această metodă a fost folosită în Rusia încă din anii 1920). În scrierile și predicile sale, el a atacat ateismul și l-a acuzat de declinul moral și de creșterea alcoolismului. În ianuarie 1980 a fost arestat și, după termen de șase luni, a apărut la televiziunea de stat cu un discurs în care și-a condamnat comportamentul din trecut. Statul l-a iertat cu mărinimie și i-a permis să se întoarcă la îndatoririle sale pastorale, dar o mare parte din cei care îl urmau l-au părăsit.
Părintele Vasilii Romaniuk din satul  Kosmaci din Regiunea Ivano-Frankivsk a fost criticat pentru organizarea ilegală de grupuri de tineri care cântau colinde și vizitau casele credincioșilor în perioada Crăciunului. Consiliul pentru Afaceri Religioase a susținut că acesta încerca să câștige bani în plus prin donații. La patru ani după aceasta, a fost arestat și a primit 10 ani de închisoare într-un lagăr de muncă și exil intern forțat pentru că și-a pus semnătura în numele unui naționalist ucrainean pe nume Valentin Moroz. A urmat cursuri pastorale și a fost hirotonit diacon în 1959, dar împuternicitul local al Consiliului pentru Afaceri Religioase a refuzat să-i permită hirotonirea. În 1964, a devenit preot și a dobândit o bună reputație în rândul credincioșilor, dar și o reputație proastă în rândul autorităților, acestea din urmă hărțuindu-l în permanență. A fost nevoit să schimbe șase parohii, înainte de a fi arestat în 1972 pentru sprijinirea lui Moroz.
Părintele Pavel Adelgheim a fost arestat în decembrie 1969 în orașul Kogon din Uzbekistan, unde a slujit ca preot-paroh al singurei biserici ortodoxe locale. El a fost acuzat că a atras copii și adolescenți în biserică. De asemenea, a fost acuzat că era un sadic care își bătea soția și tinerele fete care veneau la biserica sa. A produs scrieri care criticau statutul legal al religiei în URSS, criticând ideologia oficială, și a avut, de asemenea, contacte cu Eșliman și Iakunin. A fost condamnat la trei ani de muncă silnică și și-a pierdut un picior în timpul perioadei petrecute în lagăr. După eliberare, a devenit preot în orașul uzbec Fergana. Preotul care servise mai înainte în această biserică fusese alungat de enoriași pentru gestionarea cu rea credință a fondurilor parohiei, încălcarea ritualurilor religioase și alte probleme. Cu toate acestea, Consiliul pentru Afaceri Religioase a considerat că acest preot trebuie să rămână, iar părintelui Pavel, care era mai popular, i-a fost refuzată înregistrarea.
Gleb Iakunin, un celebru preot, care adunase informații despre persecuții, informații pe care le-a trimis jurnaliștilor și bisericilor din Occident, a fost arestat în 1979 pentru agitație și propagandă antisovietică. El a fost condamnat la cinci ani de închisoare într-un lagăr de muncă cu regim sever, urmat de alți cinci ani de exil intern. Poziția sa în comitetul neoficial care trimitea aceste rapoarte a fost moștenită de părintele Vasili Foncenkov și de părintele Nikolai Gainov. Gainov și-a pierdut postul de profesor la Academia Teologică din Moscova și a fost transferat la scurt timp după aceea la o parohie rurală din afara Moscovei, ceea ce a făcut imposibilă activitatea sa în cadrul comitetului. Acest comitet, deși organizat de preoți ortodocși, a trimis rapoarte în numele tuturor creștinilor din URSS.
Părintele Alexandr Pivovarov, un preot siberian foarte popular și devotat, a fost arestat în 1983 și condamnat la o pedeapsă de 3 ani și șase luni pentru distribuirea gratuită de literatură religioasă, pe care o obținuse din tipografii secrete. Cei care au lucrat în aceste tipografii au fost, de asemenea, arestați și condamnați.
Părintele Pavel (Lîsak) a fost alungat de la Academia de Teologie din Moscova și trimis la Mănăstirea Sfântul Serghie al Sfintei Treimi în 1975. De asemenea, i-a fost interzis dreptul de ședere în Regiunea Moscova, unde locuiau mulți dintre copiii săi duhovnicești. Legislația sovietică îi permitea să viziteze Moscova în pentru scurte perioade de trei zile, iar el a profitat din plin de acest lucru. Vecinii apartamentului în care locuia la Moscova au fost intimidați de KGB pentru a-l denunța, în așa fel încât să poată fi găsit vinovat de încălcarea legii. În 1984, părintele Pavel a fost arestat și condamnat la zece luni într-un lagăr de muncă.
Unul dintre cele mai îngrozitoare cazuri a avut loc în vara anului 1983 în Caucaz, la 60 de kilometri de Suhumi, unde o comunitate monahală neînregistrată a fost descoperită și dizolvată. Optsprezece dintre călugări s-au ascuns totuși într-o peșteră îngustă și și-au continuat viața monahală. Autoritățile au adus butoaie pline cu un amestec incendiar, le-au aruncat la gura peșterii și le-au dat foc, astfel că cei optsprezece au murit arși de vii.
Părintele Nikolai Ivasiuk, în orașul  Ceardju din Turkmenistan, a fost găsit ucis la 17 decembrie 1978. Avea părul smuls, ochii scoși, trupul îi fusese ars și avea răni de cuțit, inclusiv semne scrijelite pe piele. În noaptea precedentă, credincioșii au declarat că au văzut o mașină care a oprit și șase milițieni care au coborât din mașină și au intrat în casă. Ucigașii nu au fost găsiți în nicio anchetă ulterioară.
În Vilnius, în Lituania, un preot catolic foarte popular, Bronius Laurinavičius, a fost aruncat de patru bărbați pe o stradă, unde a fost ucis de un camion care se apropia. La mai puțin de un an mai târziu, un activist laic disident, Valeri Smolkin, a fost „sfătuit” de KGB să emigreze, altfel va împărtăși soarta lui Bronius.
În octombrie 1981, la o mănăstire din Kiev, în ziua hramului, când veniseră mase de pelerini, a avut loc un raid al poliției. Această mănăstire era deseori supusă unor hărțuiri și amenzi administrative, iar raidurile poliției au fost organizate adesea pentru reținerea pelerinilor rămași peste noapte.

Faimoasa Mănăstire a Peșterilor din Pskov a fost infiltrată cu succes de KGB atunci când informatorul lor, Gavriil, a devenit stareț al mănăstirii după moartea predecesorului său. Gavriil a început apoi să dea afară pelerinii, să hărțuiască călugării căutați pentru că dădeau sfaturi sau ascultau confesiuni și a interzis rugăciunile de grup. Patriarhul a primit multe plângeri despre el și a ordonat înlăturarea sa, dar guvernul sovietic a anulat ordinul și a insistat ca acesta să rămână în funcție. În 1983, Gavriil a fost reclamat că a aplicat bătăi violente călugărilor și pelerinilor.
La Mănăstirea Sfintei Treimi din Serghiev Posad au fost expulzați patruzeci călugării între 1975 și 1980. Acești călugări erau populari printre pelerini ca sfătuitori spirituali și spoveditori, ceea ce a dus la expulzarea lor.
Dintre toate comunitățile monahale, totuși, Lavra Poceaiv a suferit unele dintre cele mai grave persecuții care au fost raportate. Sovieticii, pentru a reduce numărul călugărilor, acordaseră autorizații de intrare în această mănăstire unui număr foarte mic de novici. În 1979, mănăstirea a lansat o petiție pentru a cere restituirea terenului care îi fusese confiscat în timpul lui Hrușciov, precum și pentru a i se permite să accepte mai mulți novici. Pe terenul confiscat au fost construite un muzeu al ateismului și o policlinică. Autoritățile au răspuns la această petiție prin lansarea mai multor percheziții și expulzări de pelerini, precum și prin expulzarea a zece novici. Veneratul părinte spiritual Ambrozie a fost expulzat în 1981, iar biblioteca sa, care conținea literatură samizdat și religioasă, a fost confiscată de KGB. Această acțiune a fost urmată de arestarea mai multor călugări, dintre care unul, arhimandritul Alimpi, a fost bătut până la moarte, iar un altul, pe nume Pitirim, s-a îmbolnăvit psihic ca urmare a bătăilor primite.

Scriitoarea și jurnalista Zoia Krahmalnikova, în vârstă de 53 de ani, a fost membră a Uniunii Scriitorilor din Uniunea Sovietică. Ea se convertise la ortodoxie la vârsta adultă și publica literatură religioasă samizdat. Krahmalnikova a publicat extrase din scrierile Părinților Bisericii, precum și ale teologilor ortodocși moderni, articole scrise de convertiți, extrase din viețile sfinților și scrieri religioase rusești de după 1917. În scrierile ei existau foarte puține elemente politice, dincolo de scurte note biografice ale unor persoane care fuseseră ucise de sovietici. A fost arestată pe 4 august 1982 și trimisă în judecată pe 1 aprilie 1983, după o lungă serie de investigații. A fost condamnată la un an de închisoare, urmat de cinci ani de exil intern sub supraveghere.
Un baptist pe nume Valerii Barinov a scris și înregistrat o operă rock creștină intitulată „Chemarea trompetei (Трубный зов)” în jurul anului 1982. În ianuarie 1983, el și prietenul său Serghei Timohin au trimis o petiție pentru aprobarea organizării unor concerte religioase legale. Ca răspuns, presa sovietică a lansat o campanie de discreditare. În martie 1984, cei doi au fost reținuți în Murmansk și acuzați că au încercat să treacă granița spre Scandinavia. Barinov a fost condamnat la doi ani și jumătate de muncă silnică. Barinov a declarat greva foamei și a cerut fie să emigreze, fie să fie declarat nevinovat. Autoritățile l-au hrănit cu forța. A fost eliberat în septembrie 1986.
În 1985, opera rock a fost tradusă în engleză ca „The Trumpet Call” și reînregistrat de chitaristul bas britanic Dave Markee și de formația sa, „The Dave Markee Band”. Albumul a fost lansat în SUA la Fortress Records, o divizie a casei de discuri de rock creștin Refuge Records.

## Sărbătorirea unui mileniu de la creștinarea Rusiei
În anii care au precedat aniversarea unui mileniu de la creștinarea Rusiei, biserica și statul s-au luptat cu privire la semnificația evenimentului și la rolul Bisericii în istoria și cultura Rusiei. Statul a returnat bisericii unele dintre cele mai valoroase situri religioase din țară ca gest de bunăvoință (cum ar fi vechea mănăstire Sfântul Daniel din Moscova, care fusese folosită ca închisoare pentru minori, depozit și fabrică, sanctuarele bisericii fiind folosite în mod deliberat ca toalete publice; Biserica Ortodoxă Rusă urma să plătească 5 milioane de ruble pentru a o reconstrui).
În mass-media a fost lansată o campanie conform căreia Biserica nu avea nicio pretenție legitimă de a fi sursa sau apărătoarea culturii ruse și a dezvoltării și supraviețuirii națiunii ruse. Acesta a fost un subiect dureros pentru propaganda sovietică, din cauza rezultatelor istorice proaste ale URSS, precum și a distrugerii în masă a monumentelor culturale, a bisericilor, a mănăstirilor și a altor elemente ale patrimoniului rusesc. Cu toate acestea, mass-media a prezentat totuși statul sovietic drept un susținător al conservării vechilor monumente culturale și istorice și a condamnat actele de vandalism împotriva acestora. Mass-media a acuzat Biserica că a profitat de această aniversare pentru a atrage atenția.
Scriitorii și cercetătorii sovietici au încercat să minimalizeze vechea teză conform căreia slavii aveau puțină cultură înainte de creștinare și au încercat să promoveze cultura păgână a țării înainte de creștinare ca fiind deja dezvoltată. Data de 988 a fost, de asemenea, minimalizată, susținându-se că creștinarea țării a avut loc de-a lungul câtorva secole și că acea dată a fost pur și simplu momentul în care marele cneaz Vladimir i-a botezat cu forța pe kieveni. De asemenea, a fost minimalizată prin sărbătorirea aniversării a 1.500 de ani de la fondarea orașului Kiev în 482. Aceștia au acuzat creștinismul de distrugerea moștenirii culturale a antichității. Statul kievean precreștin era prezentat ca o putere mondială, care a beneficiat puțin de influențele Bizanțului. Ivan cel Groaznic a fost prezentat ca fiind inspirat de teologia creștină. S-a negat faptul că religia creștină ar fi introdus monogamia. Rolul monahismului în istoria Rusiei a fost minimalizat și discreditat.
Aceștia au acuzat Biserica pentru rolul reacționar în dezvoltarea culturii seculare. De asemenea, biserica a fost criticată pentru o presupusă lipsă de patriotism, precum și pentru colaborarea cu invadatorii Rusiei. Istoria Rusiei a fost rescrisă în consecință pentru a se potrivi cu acest argument în ceea ce privește presupusa colaborare cu tătarii, polonezii și germanii. Faptele bune ale Bisericii au fost ignorate, în timp ce în mare parte au fost subliniate doar faptele negative. Biserica a fost acuzată de dezinformarea oamenilor despre trecut.
Rolul Bisericii în istorie a fost recunoscut ca fiind semnificativ, dar numai în măsura în care a fost folosit pentru a întări clasele asupritoare, învățând masele să fie docile. A fost recunoscut ca fiind progresist doar în sensul că a ajutat la progresul societății presupus feudale din Rusia Kievenă, atâta timp cât feudalismul a fost o forță progresistă.

## Concluzii
Până în 1987, numărul bisericilor funcționale din Uniunea Sovietică a scăzut la 6.893, iar numărul mănăstirilor funcționale la doar 18.
Biserica și guvernul au rămas în relații neprietenoase până la căderea comunismului. În practică, cel mai important aspect al acestui conflict a fost faptul că persoanele care erau în mod deschis religioase nu se puteau înscrie în Partidul Comunist al Uniunii Sovietice, ceea ce însemna că nu puteau deține nicio funcție politică. Cu toate acestea, în rândul populației generale, un număr mare de persoane au rămas religioase. În 1987, în RSFSR Rusă, între 40% și 50% dintre nou-născuți (în funcție de regiune) erau botezați, iar peste 60% dintre toți cei decedați erau înmormântați cu slujbă religioasă.
Arestările și persecuțiile împotriva credincioșilor au continuat și în timpul lui Gorbaciov, deși unii dintre cei arestați anterior au fost eliberați. Volumul propagandei antireligioase nu a scăzut în presa de stat în această perioadă, spre deosebire de ce se întâmpla pe scena literară și culturală sovietică în general. Oamenii de cultură sovietici a primit mustrări din partea departamentului ideologic al partidului și, în același timp, a fost declarată o nouă campanie în presa antireligioasă, în timpul căreia au fost criticați artiștii sovietici.
În primii ani ai guvernării lui Mihail Gorbaciov (1985-1987), atitudinea oficială a statului sovietic față de religie a rămas rece. În special, la 24 noiembrie 1986, în timpul unei vizite la Tașkent, Gorbaciov a cerut o luptă fermă împotriva manifestărilor de religiozitate.
Cu toate acestea, guvernul lui Gorbaciov a inversat modelul predecesorilor săi în ceea ce privește crearea unui fond pentru protejarea și restaurarea monumentelor istorice, inclusiv a monumentelor religioase, și pentru educarea națiunii în spiritul iubirii și respectului pentru istoria și cultura sa națională. La președinția acestui fond a fost plasat un creștin practicant, căruia i s-a permis să apere cultura creștină și rolul pozitiv al Bisericii în istoria națiunii. În ultimii ani ai URSS, a fost permisă publicarea deschisă a relatărilor istorice ale numeroaselor crime comise de stat împotriva credincioșilor. Un alt progres care a avut loc în ultimii ani a fost posibilitatea creștinilor de a răspunde la atacurile ateilor din presă, iar unii scriitori creștini au profitat de ocazie pentru a-i critica pe propagandiștii atei din presa națională. În presa națională au fost tipărite unele articole care susțineau că declinul societății sovietice a fost rezultatul pierderii familiei tradiționale, care era ținută împreună de etica și tradițiile creștine. 
Odată cu dezvoltarea proceselor de „restructurare”, a apărut o revizuire treptată a politicii religioase a statului, o tranziție de la propagandă ateistă la cooperarea cu organizațiile religioase. Cele mai semnificative schimbări au început în perioada 1988-1989. În 1988, Consiliul pentru Afaceri Religioase din cadrul Consiliului de Miniștri al URSS a abolit norma conform căreia clădirile de rugăciune sunt proprietatea statului. În 1989, au fost aprobate recomandări pentru interacțiunea instituțiilor penitenciare cu organizațiile religioase și miniștrii religiei, care au permis deținuților să participe la ritualuri religioase, iar bisericile să ofere asistență condamnaților. În cele din urmă, în 1990, a fost adoptată Legea URSS „Cu privire la libertatea de conștiință și organizațiile religioase”, care a schimbat radical natura relațiilor dintre stat și organizațiile religioase. Articolul 5 din această lege a statutat încetarea sprijinului statului pentru ateism, stabilind că „statul nu finanțează activitățile organizațiilor religioase și activitățile de promovare a ateismului”. Legea a acordat organizațiilor religioase drepturile unei persoane juridice, le-a permis contacte internaționale fără mediere statului.Autoritățile RSFS Ruse au mers și mai departe în îmbunătățirea situației organizațiilor religioase în 1990-1991. În 1990, a fost emisă Legea RSFSR „Cu privire la libertatea religioasă”, care a permis studiul [facultativ] al religiei în instituțiile de învățământ general și, de asemenea, a interzis crearea unor organisme de control de stat pentru punerea în aplicare a dreptului cetățenilor la libertatea religioasă. În octombrie 1990, Legea a abrogat Decretul privind separarea bisericii de stat și a școlii de biserică.